# 機動戰士高達00 角色列表
機動戰士GUNDAM 00 角色列表為日本動畫《機動戰士GUNDAM 00》及其外傳登場的角色。

## 天上人（Celestial Being）

### （）
剎那·F·塞耶（Setsuna F Seiei）　聲優——日：宮野真守、西墻由香（幼年）／港：張裕東、伍秀霞（幼年）/ 蔡忠衛（DVD版（第一季））／台：陳余寬、石采薇（幼年）
- 本名：索朗·伊布拉欽
- 年齡：16（第一季）→ 21（第二季）→ 23（劇場版）→ 73（劇場版結局）
- 身高：162 cm（第一季）→ 175 cm（第二季、劇場版）
- 體重：49 kg（第一季）→ 58 kg（第二季、劇場版）
- 生日：A.D.2291 年 4 月 7 日
- 血型：A
- 第一季介紹：

本作主角，能天使鋼彈（GN-001 Gundam Exia）之駕駛員。
儘管是四位鋼彈尖兵中年紀最小的，但執行任務時皆異常冷靜。討厭與其他人相處，不善表露出自身感情。
駕駛能天使鋼彈時，常在戰鬥中說着「能天使，驅逐目標」的語句。
出身於內戰不斷的庫爾吉斯共和國，小時候就作為少年兵投身戰爭。因為阿里·亞爾·沙瑟斯的關係，為了證明信奉神，而將自己父母殺害。
會成鋼彈尖兵，和2301年庫爾吉斯戰爭時，與突然現身將敵人全部殲滅的0鋼彈的相遇有很大關係，也從此將鋼彈視為神一般的存在；成為鋼彈尖兵後，不再相信神明，對白中多次出現「這個世界沒有神」。
身上所帶的圍巾是一位戰死的好友所留下的。
- 第二季介紹：

與聯合軍決戰後4年間，一直過着隱姓瞞名的逃亡生活，之後以能天使鋼彈R1到殖民地「榮譽」去阻止A-Laws的暴行，經歷一番波折再次與天上人會合，並成為能天使鋼彈後，繼機00高達及00 Raiser之駕駛員。
性格比第一季成熟許多。
駕駛00或00 Raiser 時沿用了第一季的語句，只是改為「00」或「00 Raiser」開頭。
第二季第21話，與葛拉漢決一死戰時，變革者的能力完全覺醒，並得知伊歐利亞的真正目的；里朋斯稱其為純種變革者。
第二季第25話，最後搭乘能天使鋼彈R2，跟里朋斯的0鋼彈對擊，使0鋼彈重創。
而後，他便跟天上人組員搭乘托勒密號 Ⅱ型前往木星。
- 劇場版介紹：

大戰後與天上人於世界各地低調處理紛爭，以此協助新政權穩定，駕駛聯合旗幟式天人式樣及能天使R3進行任務。
因感受到ELS無敵意，試圖用00 Raiser粒子儲存型進行對話，卻無法承受ELS傳來的大量訊息，導致腦細胞受損，直到再次覺醒，才醒來，並駕駛量子型00高達，加入戰鬥。
他利用量子型00高達的“量子爆發模式”讓GN粒子擴散，進一步跟外星生命體ELS進行對話。之後利用量子系統造成的閘門，到ELS母星更進一步理解。
劇場版結尾，於本戰結束50年後回到地球，到了瑪莉娜·伊士麥的居所，互相理解。身體與ELS同化（或許還包含其他外星種族）；官方公布不同於人類及變革者、ELS化的變革者「先驅者」，為新的種族。
漫畫版結局大致相同，但添加了剎那與瑪莉娜時，令年老的瑪莉娜進化成跟自己相同的物種及回復年輕，兩人其後穿上禮服結婚。
- 命名： 名稱中的Setsuna是日語唸法的「剎那」，剎那（ksana）是古印度時間單位，1剎那為0.01333333……秒，一般來說也有「一瞬間」之意；Seiei的日語漢字寫作「聖永」；「F」則是「From」的縮寫；全名為「永恆中的剎那」的意思。另外，其本名——索兰·伊布拉欣直接借用了04年库尔德斯坦（库鲁吉斯共和国原型）战争电影《Turtles Can Fly》中的少年主角——Soran Ebrahim的名字。据黑田所说，是因为索兰（演员）给自己留下的印象太深才决定直接将刹那的原名定为索兰·伊布拉欣（oo动画）。刹那本身部分经历也受到索兰·伊布拉欣（演员）演绎的角色Satellite很大启发，可以说是其设定最主要的来源之一。

洛克昂·史特拉托斯（Lockon Stratos）　聲優——日：三木真一郎／港：雷霆（尼爾）、蘇強文（萊爾）/ 葉偉麟（DVD版（第一季））／台：蔣鐵城
- 第一季

- 本名：尼爾·狄蘭迪
- 年齡：24（第一季）
- 身高：185 cm（第一季）
- 體重：67 kg（第一季）
- 生日：A.D.2283 年 3 月 3 日
- 血型：O
- 第一季介紹：

生於愛爾蘭，射擊型MS「力天使鋼彈（GN-002 Gundam Dynames）」之駕駛員。
四位駕駛員中年紀最大，擔任領導角色，對另外三人無團隊意識之舉動感到無奈，十分照顾年纪最小的剎那。
戰鬥中口頭禪為「力天使，狙擊目標」的語句。
擅於狙擊及射擊，除以GUNDAM射擊外，即使手持狙擊步槍，亦能作出準確射擊。
有位雙胞胎弟弟萊爾，但兩人關係並不密切。
父母與妹妹艾美均死於剎那年幼時所屬反政府游擊組織KPSA之恐怖自爆襲擊，因此十分憎恨恐怖分子，戰鬥時對他們絕不留情；儘管自己也在第一季第19話承認自己的行徑，已與恐怖分子無異。
第21話，與聯合國軍之戰鬥中為保護因Veda介入導致不能恢復正常控制之德天使GUNDAM，衝到德天使GUNDAM前，以機身承受了敵方GN光束軍刀之攻擊，引致右眼受創（右眼為慣用眼）。
第23話，於右眼尚沒有康復之情況下，與傭兵阿里·亞爾·沙瑟斯決戰，以報家人被殺之仇。於力天使GUNDAM被GN獠牙重創後，脫離力天使GUNDAM，漂流於太空，使用GN大炮作最後一擊。雖成功命中沙瑟斯之座天使GUNDAM二型，但被其爆炸前命中足下之GN炮，隨後爆炸戰死。
- 第二季

- 本名：萊爾·狄蘭迪
- 年齡：29（第二季）→ 31（劇場版）
- 身高：186 cm（第二季、劇場版）
- 體重：68 kg（第二季、劇場版）
- 生日：A.D.2283 年 3 月 3 日
- 血型：O
- 介紹：

前一季洛克昂（尼爾·狄蘭迪）之孿生弟弟。本為反地球聯邦組織「純源」成員，第2話被剎那邀到天上人，並繼承其兄的代號；眾成員為了區分兩兄弟，仍以其本名作稱呼。
「智天使鋼彈（GN-006 Cherudim Gundam）」之駕駛員。
中學時期。由於不願被與較優秀的兄長比較。而進入寄宿學校。
擁有極高戰鬥潛能。但原因暫時不明。儘管完全沒有操作MS的經驗，仍能狙擊敵機，命中率仍然不及哥哥尼爾·狄蘭迪。不過，根據其戰績和機體的運用來說，他偏好於中、近距離的射擊戰。
第3話，參與阿雷路亞營救作戰。
第4話，與菲特接吻被她回了一掌，但表示這是因為不希望被與兄長比較。
第9話，被告知兄長戰死之詳情，但對其為報仇而行動不表贊同，並認為未來更是重要。
第13話，有效率利用Trans-AM系統、GN盾牌單元和GN狙擊步槍 Ⅱ型，把衛星武器「死兆炮」擊毀，並成為今次的致勝關鍵。
與天上人新成員艾紐關係漸趨密切，曾表示艾紐是唯一不會把他當成哥哥尼爾或與哥哥比較的人，因为她是在其生活圈子中少數不認識尼爾的人；第18話向其示愛，且於親熱時查覺其身分不單純。於第20話，艾紐表露變革者成員身分後，本下定決心對其射擊，但發現自己無法扣下板機（剎那表示會由自己替其下手）。及後雙方以機動戰士對戰，艾紐一度欲離開機體，重回天上人一方，此時，卻因被變革者首腦里朋斯以腦量子波控制思想，而無法把她帶回。及後，因艾紐對其作致命一擊前，被Trans-AM 00 Raiser擊墜，返航後把悲憤發洩於剎那身上，甚至第21話想舉槍殺死剎那，但到最後還是無法開火，也同時體會到哥哥尼爾·狄蘭迪的心情。
第23話，成功侵入變革者母艦並與沙瑟斯交戰，得提耶利亞開啟審判系統，協助擊毀沙瑟斯之座駕，並將其槍殺，之後決志繼續成為Gundam Meister。
第25話，以半壞的智天使GUNDAM零距離擊滅里凡穆的「加迪薩」。
往後，祭拜家人及艾紐的墳墓，並與天上人組員一起乘坐托勒密號 Ⅱ型前往木星。
香港版配音，由第一季雷霆聲演尼爾·狄蘭迪，蘇強文聲演萊爾·狄蘭迪；既是為了區分兩名洛奧．史當斯並非同一人物，也是惡搞兩名配音員聲線極之相似的特點。
- 劇場版介紹：

在對ELS的戰鬥中，駕駛獄天使鋼彈應戰，運用兩台哈囉施展華麗的大範圍彈幕。
最後戰到彈盡糧絕，且機體大破時，剎那與ELS互相理解，使得戰爭結束，自己也欣喜的看著ELS之花。
- 命名：  Lockon源自於「Lock On」，鎖定之意。Stratos則源自於義大利文的「層」。

阿雷路亞·帕普提茲姆（Allelujah Haptism）　聲優——日：吉野裕行、城雅子（幼年）／港：陳卓智、許盈（幼年）/ 陳志強（DVD版（第一季））／台：謝國玄、劉如蘋（幼年）
- 年齡：19→20[1]（第一季）→ 24（第二季）→ 26（劇場版）
- 身高：186 cm（第一季、第二季、劇場版）
- 體重：65 kg（第一季、第二季、劇場版）
- 生日：A.D.2288 年 2 月 27 日
- 血型：B
- 第一季介紹：

「主天使鋼彈（GN-003 Gundam Kyrios）」之駕駛員，在戰鬥中常說着「主天使，開始介入行動」的語句；而駕駛墮天使GUNDAM時改為開頭。
孤兒，幼年時期於人類革新聯盟的超兵機關度過。
哈薩克出身的難民，在逃難時與父母走散，被人類革新聯盟抓去當實驗品。
雙重人格，平時性格溫和穩重，另一人格（名為哈雷路亞）代表其殘暴一面，以毫無人性的兇殘殺戮為樂，哈雷路亞的人格作祟時，頭髮會由原本蓋着右眼，變成蓋着左眼，雙眼顏色不同，左眼為灰白色，右眼為黃色。
與同樣出身於人類革新聯盟超兵機關中的索瑪有腦波連繫，兩人互相接近時，雙方會出現針刺般的頭痛。第一季第23話，以後得到哈雷路亞的協助，解決了腦波的問題，令阿雷路亞能夠正常戰鬥。第25話，與索瑪對戰時，更把蓋着眼睛的頭髮都撥開，變成虹膜不同的兩眼也露出的型態，成為反應與思考融合的完美超兵之真正姿態，顯露出極之卓越的駕駛能力；機體當時嚴重損傷，仍可以與撒基·施米洛夫及索瑪·皮里斯二人匹敵。
過去為人類革新聯盟的超兵機關中編號E-57之超兵，因其產生的雙重性格而被捨棄，逃離超兵機關後，輾轉到天人成為GUNDAM駕駛員，但始終不能揮去在超兵機關的痛苦回憶。故最後單獨將位於人革聯宇宙殖民地「全球」的超兵機關設施毀滅，並向本身對超兵抱懷疑態度的斯米諾夫暴露了超兵機關沒有妥善處理被捨棄的實驗體。
第一季25話，對索瑪作致命一擊前，因被斯米諾夫捨身阻上，而遭索瑪打退。在她走出駕駛倉時，才得悉其真正身份為瑪莉（哈雷路亞為使阿雷路亞專心戰鬥，而令後者無法想起）。哈雷路亞人格至此消失，自己連同主天使GUNDAM一同被聯合國軍俘虜。
因閱讀權限，使天人的成員基本上不會知道其他高達使者們的資料，所以直至阿雷路亞把人革聯宇宙殖民地「全球」的超兵機關設施毀滅的計劃遞交時，其他人也不知阿雷路亞是超兵，而當中只有皇小姐看過阿雷路亞的計劃書知道其秘密，以及提耶利亞應該曾透過吠陀給予的閱讀權限而得知。
- 第二季介紹：

4年前與聯合國軍一戰，遭聯合國軍俘虜後（但主天使GUNDAM的GN Drive已先被天使的馮恩·史帕克回收），一直被囚禁於前人革聯掌管之反政府勢力收監設施內。
「墮天使GUNDAM（GN-007 Arios Gundam）」之駕駛員。
其名阿雷路亞為多年前於超兵機關時由瑪莉（索瑪·皮利斯）所取，意思為感謝上帝 - 因為活着就應感謝。
為免被超兵機關廢棄處分，決定與其他小孩奪取宇宙船，一同逃出。漫無目的地於宇宙漂流時，面臨糧食與氧氣斷絕，殘暴之雙重人格哈雷路亞把其他小孩全數殺死。因此詛咒着命運之同時，甘願加入天人，以改變世界。
哈雷路亞人格已消失，但代表其人格之右眼仍然為金色。第3話面對同為超兵之索瑪時，沒有再出現頭痛。
因已無法使用腦量子波和哈雷路亞之消失，戰鬥力似乎比第一季時較弱。往後每逢Trans-AM Raiser出現於附近時，哈雷路亞人格皆會短暫出現，戰鬥風格也隨之改變。
於第3話，被剎那救出。到達預定地點時，雖然遇上索瑪，但最後成功駕駛「墮天使GUNDAM」逃脫。
第7話與，回復本來人格之瑪莉相認，並帶其登上「托勒密號 Ⅱ型」。自第18話，瑪莉變回索瑪人格後，以後者稱呼。
第23話，與瑪莉一同守護侵入變革者母艦的「托勒密號 Ⅱ型」。
第24話，因Trans-AM Burst影響，而再次出現哈雷路亞人格，並啟動Trans-AM擊墜大量「加格」。
第25話，以哈雷路亞型態擊滅希林格的「加萊佐」。
戰後，與瑪莉一同在地球生活。
- 劇場版介紹：

和瑪莉在地球旅行時，在蒙古一處發電設施遭到ELS襲擊。隨後，被萊爾駕駛的力天使鋼彈R1救出。
在對ELS的戰鬥中，駕駛妖天使鋼彈應戰，運用與瑪莉兩名超兵糅和而成的卓越反應與思考力，消滅大量敵軍。
最後戰到彈盡糧絕，且機體大破時，剎那與ELS互相理解使得戰爭結束，兩人也欣喜的看著ELS之花。
- 命名：  Allelujah/Hallelujah源自於希伯來文「הַלְּלוּיָה」的音譯，一般使用時通常譯作，意思為「（讓我們）讚美（praise）（הַלְּלוּ）耶和華（Jah）（יָהּ）」，作曲家莫札特曾經以此為名作過幾首卡農曲。
Haptism有可能是源自於「Baptism」，「洗禮、浸禮」之意。

提耶利亞·厄德（Tieria Erde）　聲優——日：神谷浩史、田中晶子（女装時）／港：黃啟昌、劉惠雲（女裝時）／台：黃乾師
- 年齡：不明
- 身高：177 cm（第一季、第二季、劇場版）
- 體重：61 kg（第一季、第二季、劇場版）
- 生日：不明
- 血型：不明
- 第一季介紹：

出身、國籍、經歷全是謎團，擁有絕美容貌的少年，「GN-005 德天使GUNDAM（GN-005 Gundam Virtue）」的駕駛員。
常在戰鬥中說着「德天使，粉碎（殲滅）目標」的語句；而駕駛熾天使GUNDAM時改為開頭。
擁有與天上人超級電腦吠陀同步之能力（虹膜會變成彩色），被吠陀授予特權能使用審判系統。
語氣穩重，性格冷傲，絕對遵從天人超級電腦吠陀的完美主義者，對曾違背吠陀意旨之剎那及阿雷路亞等抱有不信任，認為二人均沒有資格擔任駕駛員，但第19話在洛克昂與剎那對質時，逐漸理解人類，性格也變得溫和。
第21話，被洛克昂捨身相救後，顯示其脆弱的一面。
第22話，菲特·葛瑞斯提到德天使GUNDAM變更新系統出現錯誤，原因出於連線中的提耶利亞本身成為障礙。
第24話，以中性GUNDAM出擊對決聯合國軍。座機嚴重受損後，於第25話使GN Drive與本體分離，以讓天上人能夠回收，隨後於駕駛艙中失去意識。
外傳00F中，有自中性GUNDAM中醒來，並看見前來回收主天使太陽爐的正義女神鋼彈。
PS2遊戲「機動戰士GUNDAM 00：Gundam Meister」中得悉其於戰後一年曾到洛克昂家墳拜祭。
- 第二季介紹：

「GN-008 熾天使GUNDAM（GN-008 Seravee Gundam）」之駕駛員。
4年前與聯合國軍的最終戰時負傷，被天上人所救，往後為天上人的重建而努力。
與其過去將Veda當作判斷的作風不同，正在試着摸索自己戰鬥的意義。
其基因屬於「鹼基序列第0988樣本」，與變革者之里捷涅·瑞傑塔相同，二人擁有相同外貌。擁有以GN粒子為媒介之腦量子波感應力，因而能直連吠陀，並籍由基因操作與納米機械抑制老化。而其存在目的是為了實行伊歐利亞·修罕貝克的計畫。
里朋斯放棄高達使者身份後，利用吠陀讓提耶利亞取代里捷涅，成為Gundam Meister。
第8話，於里捷涅安排下以女性打扮混進一金融界派對中與變革者創立人里朋斯會面，被其以吠陀登錄權誘至變革者；其後表示，無法認同現時變革者之理念，並認為天上人才是伊歐利亞·修罕貝克理想的繼承者。
第11話，決定對全體人員道出變革者背後操縱A-Laws一事。
第14話，與變革者成員布林格·史塔比迪對戰，認為自己並非變革者一員，而是人類，首度使用熾天使GUNDAM隱藏機體天使長GUNDAM，把布林格座駕「加萊佐」擊破。
第19話，與變革者成員里凡穆·利華弗對戰，擊墜其駕駛之女神式後，將其俘虜。
第23話，被變革者里凡穆·利華弗和希林格·凱爾擊破後，降落在變革者母艦上，並成功潛入吠陀主體，與里朋斯對恃。
第24話，被里朋斯槍殺其軀體，但趁着里朋斯腦量子波受影響期間，與里捷涅成功奪回吠陀控制權，並與其意志合一，遙控天使長GUNDAM開啟審判系統，將所有連結到吠陀的機體停止，其後將伊奧里亞真正的計劃內容，告知到達了吠陀本體的剎那。天使長GUNDAM其後被里朋斯駕駛的再生鋼彈（因為再生鋼彈不受審判系統影響）摧毀。
戰後，以意識藏於吠陀內繼續觀察變革中的新世界。
- 劇場版介紹：

由於準變革者的特性，因此以數據形式存活在Veda當中。
在劇場版中，以新肉身駕駛CB-002 療天使GUNDAM登場。
在救援地球聯邦的先頭部隊中，為拯救因GN粒子用盡，而即將被ELS同化的剎那，以腦量子波操控背部追加的熾天使鋼彈II型救出剎那本人而被ELS圍攻，自己則連帶大量ELS自爆，令肉身再次失去。
在量子型00高達完成後，從吠陀移到機體上的小型終端，以支援及處理使用量子爆發模式時所獲得的大量信息。
後來，與剎那一同跟隨ELS返回故鄉星球，期間除了花費大量時間，與ELS進行溝通，亦有到宇宙各地展開旅程。
50年後（2364年），與剎那一同返回地球，見證人類第三階段進化為變革者的過程。
- 命名： Tieria Erde是以“天使”和“地球”为语源的造语。[6]

### 「托勒密」成員
皇·李·諾瑞加（Sumeragi Lee Noriega）　聲優——日：本名陽子／港：黃玉娟 / 朱妙蘭（DVD版（第一季））／台：劉如蘋
- 本名：莉莎·九條
- 年齡：26（第一季）→ 31（第二季）→ 33（劇場版）
- 身高：163 cm（第一季、第二季、劇場版）
- 體重：49 kg（第一季）→ 51 kg（第二季、劇場版）
- 生日：A.D.2281 年 8 月 24 日
- 血型：AB
- 第一季介紹：

天上人的戰術預報員，CBS-70 托勒密號的指揮官。
儘管不是艦長，但實際上是艦內的靈魂指揮人物。
非常喜歡喝酒，就連戰鬥時也會喝上一瓶，不管戰況危不危急。
鋼彈尖兵們的行動代號都是由她來命名；四位GUNDAM駕駛員之作戰，基本上全部由她籌劃。
戰術預報大多非常準確，喝酒似乎是因以往犯下失誤。而希望籍此消愁。
發誓不再有失誤，但於第9話與人革聯一戰中出現偏差，使主天使鋼彈、德天使鋼彈及其駕駛員遇險。
與比利·片桐為舊識，在雷夫·埃夫曼教授指導下一起攻讀碩士學位，但盡力向比利隱瞞自己身為天上人一員的事實。
官方外傳中表示，皇·李·諾瑞加擁有天人組織量子型演算系統Veda的等級四的讀取權限，比之高達使者的第三級還要高一級。
- 第二季介紹：

有感於自己的戰術預報無力改變世界，而令酗酒問題惡化，2年間居於比利·片桐家中。
14年前與比利·片桐及卡蒂·馬涅欽就讀同一所Union境內之國際大學，夢想能成為戰術預報員，卡蒂乃其仰慕對象。
曾為AEU戰術預報員；因錯誤情報，導致友軍相殘，令重視的戀人艾米利歐陣亡。
第2話，被剎那從片桐的家中帶回「托勒密號 Ⅱ型」；第4話，決定正式成為戰術預報員。
第23話，帶領天上人在奪回吠陀作戰中，成功侵入變革者母艦。為保護艦橋成員，與自動殺人機器交戰時，遇上為復仇而入侵的片桐。
第24話，因Trans-AM Burst所發出的GN粒子影響，以腦量子波向片桐道歉、訴說心跡及擁抱他，令片桐倒向天上人。
第25話，與天上人組員一起乘坐托勒密號 Ⅱ型，前往木星。
- 劇場版介紹：

髮型修剪成齊肩短髮。
經歷了與變革者勢力的決戰、與Trans-AM爆發後，深刻了解了互相理解的重要性。
曾坦言自己太過依賴覺醒為純種變革者的剎那。
在托勒密號 Ⅱ型被ELS侵蝕44%後，下令全體人員棄艦，打算一個人獨自留下，但被菲特等人阻止。
克莉絲汀·席耶拉（Christina Sierra）　聲優——日：佐藤有世／港：鄭麗麗 / 陳琴雲（DVD版（第一季））／台：
- 年齡：22
- 身高：160 cm
- 體重：47 kg
- 生日：A.D.2285 年 3 月 29 日
- 血型：O
- 介紹：

托勒密的戰況管制員，擁有高超的操作技術，其坦率的性格深得同伴信賴。
本為駭客，於L1宇宙殖民地上有一名與她關係不佳的養母。
離家出走後為生活，而重操故業，被Veda選上，而加入天上人。
早期對掌舵員里西典達爾·傑利的心意不以為然，並曾對座天使鋼彈一型駕駛員約翰·東尼迪抱有好感。
第一季第24話中，托勒密號艦橋被聯合國軍一台厄運式擊破前，被里西典捨身保護，發覺自己理想中的情人（里西典達爾）已在她的身旁，受到艦橋碎片重創脊椎；隨後，抱著里西典達爾·傑利，並在被破壞的艦橋上爆炸而死。
菲特·葛瑞斯（Feldt Grace）　聲優——日：高垣彩陽／港：曾秀清 / 蔡雁紅（DVD版（第一季））／台：劉如蘋
- 年齡：14（第一季）→ 19（第二季）→ 21（劇場版）
- 身高：155 cm（第一季）→ 161 cm（第二季、劇場版）
- 體重：42 kg（第一季）→ 47 kg（第二季、劇場版）
- 生日：A.D.2293 年 12 月 28 日
- 血型：B
- 第一季介紹：

與克莉絲汀一樣，同為托勒密戰況管制員。
機械工程相關知識豐富，但不擅長與人溝通，這情況於後期慢慢改善。
父母皆為天人的第二代GUNDAM駕駛員。父親魯伊德·雷曾納斯為GNY-001 正義女神GUNDAM的駕駛員，母親瑪蕾妮·布拉迪為GNY-003 戰車女神GUNDAM的駕駛員；二人於一次武力介入行動中，因GN Drive失控，暴露於大量的GN粒子中而喪生。
對洛克昂（尼爾）抱有好感，在他戰死時，十分傷心。
第24話，被克莉絲汀·席耶拉故意以謊言騙到強襲集裝箱，避過被厄運式擊破托勒密艦橋而戰死之命運。
- 第二季介紹：

和兩年前相比，表情更為柔和，說話方式也更女性化。
仿照故友克莉絲汀的髮型，將原本披在兩側的頭髮束成馬尾。
對艦橋成員蜜蕾娜·瓦斯提猶如是姊姊般的存在。
早期無法忘記已戰死之前任洛克昂（尼爾）；於第4話被洛克昂（萊爾）強制接吻，回了一巴掌。
第22話，於剎那出擊前，贈送一朵在研究室培植的花予他，並囑咐剎那「不要死去」。
第25話，與天上人組員一起乘坐托勒密號 Ⅱ型，前往木星。
- 劇場版介紹：

登場時為短頭髮，對剎那抱持特殊的感情，在剎那腦部受創時守著剎那，與剎那互相理解後在最後的任務中說道「剎那的愛實在太大了，現在我只要思念著他就足夠了」。
雷瑟·艾翁（Lasse Aeon）　聲優——日：東地宏樹／港：馮錦堂／台：陳余寬
- 年齡：25（第一季）→ 30（第二季）→ 32（劇場版）
- 身高：183 cm（第一季、第二季、劇場版）
- 體重：66 kg（第一季、第二季、劇場版）
- 生日：A.D.2282 年 10 月 16 日
- 血型：A
- 第一季介紹：

原為黑手黨成員，進入天上人後，成為Gundam Meister候補之一，有著被視為最有能力擔當能天使鋼彈駕駛員的實力。
現為托勒密專屬炮擊手，愛好體能鍛鍊，言行刻薄，厭世思想濃厚。
於21話時，駕駛GN武裝戰機，支援受圍攻的四台GUNDAM。
於25話中，其駕駛的GN武裝戰機被叛變之天上人監視者亞歷漢卓擊中，並爆炸，生死未卜。
- 第二季介紹：

於前次大戰中，雖負傷，但活了下來。
代替戰死的里西迪擔任「托勒密號 Ⅱ型」操舵手，自新成員艾紐·利特納加入後，重返炮手崗位。
因4年前大戰時，被紅色GN粒子所傷，導致身體受損。
第19話，於艦橋被自稱變革者成員之艾紐槍傷；直到第22話康復後，擔任操舵手。
第23話，駕駛0 GUNDAM守護「托勒密號 Ⅱ型」至耗盡能量，其身體亦受舊患侵襲而吐血；但返回艦橋時，被Trans-AM Burst噴出的GN粒子所救。
第25話，與天上人組員一起乘坐托勒密號 Ⅱ型前往木星。
里西典達爾·傑利（Lichtendahl Tsery）　聲優——日：我妻正崇／港：伍博民 / 利耀堂（DVD版（第一季））／台：謝國玄
- 年齡：21
- 身高：179 cm
- 體重：59 kg
- 生日：A.D.2286 年 6 月 12 日
- 血型：O
- 介紹：

托勒密的掌舵員，同伴習慣稱呼其為「里西迪（リヒティ）」。
性格開朗。被克莉絲汀·席耶拉吸引。
父母是天梯的研究學家，在第五次太陽能戰爭中死亡，而自己亦因而變成半機械人。
第一季第24話，托勒密號艦橋被聯合國軍一台厄運式擊破前，捨身保護克莉絲汀，導致身體右半部被毀。死前聽到克莉絲汀對自己的告白，無憾過世。
伊恩·瓦斯提（Ian Vashti）　聲優——日：梅津秀行／港：招世亮／台：王希華
- 年齡：52（第一季）→ 57（第二季）→ 59（劇場版）
- 身高：167 cm（第一季、第二季、劇場版）
- 體重：60 kg（第一季、第二季、劇場版）
- 生日：A.D.2255 年 6 月 21 日
- 血型：A
- 第一季介紹：

AEU籍天才MS設計工程師。
在00本傳15年前的MS測試中，被天上人招募，隨後即擔任研發及修理GUNDAM裝備之工作。
常被鋼彈尖兵和托勒密號成員們稱為「大叔」。
常為天上人研發及帶來新裝備，除修理工作外，也能負責炮擊。
於天上人被擊敗後之4年間，於L3天上人秘密基地中負責開發及整備包括00 GUNDAM在內之新世代GUNDAM。
- 第二季介紹：

繼續擔任綜合整備士，指揮00 GUNDAM和其他新機體的開發。
邀請於「托勒密號 Ⅱ型」上被禁閉的沙慈幫忙整備工作，並對其解釋自身及艦上成員加入天上人之理由。
於第11話，被變革者機動戰士「加迪薩」之大型米加炮擊傷，但以前已成功把0強化戰機調整完成，亦於昏迷前把戰機交托沙慈，以支援00 GUNDAM；直到第14話才醒來，當時「托勒密號 Ⅱ型」已緊急降落地球。
第22話，開始跟妻子琳達一同成為「托勒密號 Ⅱ型」的炮手。
第25話，與天上人組員一起乘坐托勒密號 Ⅱ型前往木星。
- 劇場版介紹：

與妻子在二年間，完成了雙重動力裝置專用的全新GN Drive，並打造剎那專用的量子型00高達鋼彈。
蜜蕾娜·瓦斯提（Mileina Vashti）　聲優——日：戶松遙／港：楊善諭、陳皓宜（劇場版）／台：
- 年齡：14（第二季）→ 16（劇場版）
- 身高：147 cm（第二季、劇場版）
- 體重：37 kg（第二季、劇場版）
- 生日：A.D.2298 年 11 月 28 日
- 血型：A
- 第二季介紹：

伊恩·瓦斯提14歲之女，第二季成為「托勒密號 Ⅱ型」成員。
通常在艦中的操作席，擁有許多父親授予的知識、技術。
天然呆的口語與動作，對周圍相當具有感染力。
- 劇場版介紹：

造型改為波浪狀短髮並搭配上白色髮箍，開朗的個性絲毫未變，生心理也變得更成熟。
在提耶利亞的意識形態轉到量子型00高達上的時候跟其告白，表示無論提耶利亞變成什麼樣子，自己都會喜歡著他。伊恩對此感到非常無奈且錯愕，而琳達對此則感到非常高興。
琳達·瓦斯提（Linda Vashti）　聲優——日：早水理沙／港：朱妙蘭／台：劉如蘋
- 年齡：32（第二季）→ 34（劇場版）
- 身高：168 cm（第二季、劇場版）
- 體重：53 kg（第二季、劇場版）
- 生日：A.D.2280 年 5 月 20 日
- 血型：A
- 介紹：

天上人整備士伊恩·瓦斯提之妻，蜜蕾娜·瓦斯提之母。
第二季第9話登場。與伊恩之間的年齡差，讓阿雷路亞調侃是「犯罪」。
據小說第三集描述，在第一季過渡到第二季的四年間，與其夫伊恩一同為天上人研發新型GUNDAM及系統。
瓊斯·莫雷諾（Joyce Moreno）　聲優——日：四宮豪／港：張錦江／台：謝國玄
- 年齡：43歲（KIA）
- 介紹：

托勒密上的醫生，和伊恩·瓦斯提是老朋友。
原為無國界醫師組織成員，與伊恩在同樣情況下被天上人招募，也是首先發現GN粒子危險性的研究者。
第一季第24話中被亞歷漢卓·科納駕駛的MA阿爾瓦特雷擊中托勒密醫療室而死亡。
艾紐·利特納（Anew Returner）　聲優——日：白石涼子／港：陳凱婷／台：石采薇
- 年齡：不明
- 身高：170 cm
- 體重：49 kg
- 生日：不明
- 血型：不明
- 介紹：

被王留美發掘之新成員，宇宙工學，MS工學與再生治療的權威。
因參與0強化戰機與GN弓兵戰機之整備工作，而登上「托勒密號 Ⅱ型」。
與洛克昂交好。
真正身分為變革者，與另一變革者成員里凡穆擁有相同基因，但本人對自己的隱藏身分似乎並不知情。
第20話，變革者身分覺醒，並企圖奪走00 GUNDAM和0強化戰機。計劃失敗後，逃回A-Laws，並駕駛其藍色GNZ系列MS「加迪斯」與洛克昂的智天使GUNDAM交戰。於回想往事時，一度離開機體，回到天上人一方，卻被里朋斯以腦量子波控制思想，而重新戰鬥，並重創智天使GUNDAM。在對洛克昂作致命一擊前，被00 Raiser擊破，二人在Trans-AM 00 Raiser散發的GN粒子協助下，以腦量子波互說心跡。隨後，機體爆炸，戰死。
- 命名： 名稱中的Anew意為「重新」，Returner意為「回歸者」。

### （）
約翰·特里尼迪（Johann Trinity）　聲優——日：小西克幸／港：張錦江／台：王希華
- 年齡：26
- 身高：188 cm
- 體重：73 kg
- 生日：A.D.2282 年
- 血型：A
- 介紹：

天上人所屬「Gundam Meister」，第二小隊「特里尼迪」之一員，「座天使GUNDAM一型（GNW-001 Gundam Throne Eins）」的駕駛員。
特里尼迪兄妹中的長子，性格冷靜沉著，言行表現平穩。
在戰場上擔當指揮。在三兄妹當中，有著極高領導能力。與兩位弟妹不同，對身為鋼彈尖兵抱有極強自尊，拒絕進行無謂殘忍行為。相對而言，由於對自己背負的使命極為執著，相對與任務無關的事情態度冷淡，亦沒興趣過問，致令妮娜得以攻擊平民，而未有阻止；而且批評托勒密一邊進行武力介入，又要介意世人反應的立場。
由小說中，得知其為亞歷漢卓·科納利用里朋斯·阿爾馬克的細胞製作而成。
第一季中，曾經介入三國聯合軍事演習，拯救陷入包圍下精疲力竭的鋼彈尖兵，並救走被AEU捕獲的德天使GUNDAM。當得悉利斐·愛夫曼發現伊奧利亞成立天人的真正目的後，攻擊MSWAD本部，並將其滅口。襲擊亞爾利斯社軍事工場時，被葛拉漢攻擊，機體手臂及光束劍更一併遭斬掉。第22話中被傭兵阿里·亞爾·沙瑟斯駕駛被搶奪之座天使GUNDAM二型擊破而戰死。
米歇爾·特里尼迪（Michael Trinity）　聲優——日：浪川大輔／港：黃榮璋／台：謝國玄
- 年齡：20
- 身高：171 cm
- 體重：60 kg
- 生日：A.D.2288 年
- 血型：O
- 介紹：

天上人所屬「Gundam Meister」，特里尼迪兄妹中的次子，第二小隊「特里尼迪」之一員，「座天使GUNDAM二型（GNW-002 Gundam Throne Zwei）」的駕駛員。
嬉皮笑臉的性格中，內藏暴戾，提耶利亞亦曾因不滿其言行，而提早離開與「Trinity」的對話；對妹妹妮娜更是過分溺愛。
由小說中，得知其為亞歷漢卓·科納利用里朋斯·阿爾馬克的細胞製作而成。
第一季，第22話中遭傭兵阿里·亞爾·沙瑟斯槍殺，並奪去座機座天使GUNDAM二型。
妮娜·特里尼迪（Nena Trinity）　聲優——日：釘宮理惠／港：梁少霞／台：石采薇
- 年齡：17（第一季）→ 22（第二季）
- 身高：151 cm（第一季）→ 156 cm（第二季）
- 體重：42 kg（第一季）→ 44 kg（第二季）
- 生日：A.D.2290 年
- 血型：B
- 第一季介紹：

天上人所屬「Gundam Meister」，第二小隊「特里尼迪」之一員，「座天使GUNDAM三型（GNW-003 Gundam Throne Drei）」的駕駛員。
特里尼迪兄妹中的么女，三兄妹中唯一擁有操縱腦量子波的能力。
與天上人駕駛員提耶利亞同樣擁有與超級電腦Veda同步之能力（雖然與提耶利亞相比，只能作有限度介入）。
個性開朗活潑，但處事相當隨興，加上倫理價值落差，導致行事處處流露幼兒般的殘虛行徑；例如任務中途，會以感到疲累，想來點玩意解悶為由，炮擊與任務全無相干的平民，剎那亦因此決意與崔尼提小隊決裂。
由小說中，得知其為亞歷漢卓·科納利用里朋斯·阿爾馬克的細胞製作而成。
第一季中，首次出場是在三國聯合軍演時，從沙瑟斯手上救出剎那。此後，自稱對剎那一見鍾情。
第17話登上托勒密時曾登入Veda。
第18話，於西班牙境內對一婚禮會場發動無意義襲擊，導致同場出席之露意絲失去所有親人及左手。
後來，沙瑟斯先後殺害兩名兄長後，被剎那救走，第25話起投靠王留美。
- 第二季介紹：

自兩名兄長被殺後，投靠於王留美，擔當王留美私兵，負責情報收集等工作。
雖然身處待遇優厚的地方，但實際上對自小成長的世界始終抱有不滿，令她暗地裡逐漸靠攏變革者，而憎惡留美。按照水島監督後來訪談中透露，妮娜與王留美雖然互相憎恨，本質上她們是屬同一類人。
因能透過腦量子波與Veda連繫，所以受王留美重用。以瞞過變革者。
第10話。再遇殺死其兩名兄長的阿里·亞爾·沙瑟斯。雖拔出手槍，但旋即被制服。
對王留美與殺害其兄長之人（沙瑟斯已受僱於變革者）聯手感到不滿。
第13話，似乎是瞞過王留美，暗中把A-Laws衛星武器「死兆炮」之內部構造圖發送予天上人，同時駕駛座機連恩號，協助00 GUNDAM對變革者駕駛員曉寧·恪雅的MS「加迪薩」開火，但最後未能與剎那和解。
第19話，駕駛連恩號內部的座天使GUNDAM三型，攻擊王留美與紅龍，最後了結王留美與紅龍。
第21話，追蹤兩人至L5殖民地；後來被露易絲認出其機體為當年令其家破人亡之元凶，與露易絲交戰不敵；座天使GUNDAM三型被破壞至僅剩駕駛艙，對露易絲的報仇言語表示不悅後，被露易絲殺死。

### 創立者
伊歐利亞·修罕貝克（Aeolia Schenberg）　聲優——日：大塚周夫／港： 張炳強 / 陳志強（DVD版（第一季））／台： 王希華
- 生日：A.D.2051 年
- 血型：O
- 介紹：

原型為康斯坦丁·齊奧爾科夫斯基，亦也有指與蘇聯建立者伊里奇·列寧相似；其實與最先提出量子學的德國物理學家普朗克極為相似。
250多年前出生，21世紀時確立了軌道電梯和太陽能發電的基礎理論，知名的科學家。
計畫消除世界上所有武力紛爭和準備，使人類進入下一階段的時代，因此建立「天上人」，包括被稱為GUNDAM的機動戰士，GN Drive及超級電腦吠陀（Veda）。
為親眼目睹所有紛爭消彌後的世界，於吠陀內對自己進行人工凍眠，但遭叛變的天上人監視者亞歷漢卓·科納爆頭，並準備接管其計畫。此射殺創始者的舉動，立即啟動系統陷阱，透過黑盒授予天上人各GUNDAM能夠激發全部力量的Trans-AM系統及00 GUNDAM撘載的雙重動力系統（Twin Drive System），並且將所有鋼彈尖兵和相關人員的資料全部消除（實為遮蓋，即里朋斯等人，包括後来接管吠陀的政府無法在吠陀中搜尋相关资料），標立為“不存在”的對象，藉此瞞騙扭曲這個計劃的所有人。
於劇場版結尾，在2091年，與里朋斯型的基因提供者E‧A‧雷表達自己的想法，為日後成立天上人的原因。

### 監視者
亞歷漢卓·科納（Alejandro Corner）　聲優——日：松本保典／港：潘文柏 / 李家傑（DVD版（第一季））／台：黃乾師
- 年齡：36
- 身高：188 cm
- 體重：69 kg
- 生日：A.D.2271 年 5 月 11 日
- 血型：A
- 介紹：

表面身份為Union联合国大使，真實身份是天上人「監視者」。
他跟皇小姐一樣，是個愛喝酒的人（尤其是原創雞尾酒）；跟王留美之間的交情不錯。
肩負着科納家200年的夢想，一直希望介入天上人根絕戰爭的計劃，與少年里朋斯到位於月球上的Veda主體，企圖掌握Veda，並殺害伊歐利亞，以統治世界。
第22話，與里朋斯成功入侵位於月球的吠陀主機，利用純金打造的手槍將躺在吠陀主機的伊歐里亞爆頭，卻因此啟動系統陷阱，使天上人的四架GUNDAM具有啟用「Trans-AM」系統的能力。
第24話，駕駛黃金MA「阿爾瓦特雷（GNMA-XCVII Alvatore）」與聯合國軍迎戰天上人，被能天使GUNDAM以GN劍劃破機身後，以內藏MS「阿爾瓦亞隆（GNMS-XCVII Alvaaron）」繼續戰鬥，之後被啟動Trans-AM系統的能天使GUNDAM以七劍招式擊破，機體爆炸前才得悉被里朋斯出賣，並嘲諷:「就因為老是說這個（科納一族的悲願），器量才那麼狹小。」，
- 命名：名稱「Alejandro Corner」，「Alejandro」來自西班牙語，即是「（Alexander）」，「Corner」是指角位。

拉古納·哈維（Laguna Harvey）　聲優——日：福松進紗／港：梁志達／台：陳余寬
- 介紹：

知名貨運公司的總裁，以提供天梯運輸聞名。
天上人背叛者，使用80年前從天上人竊取的資料，製造了三台座天使GUNDAM和準備賣給三大國的厄運式量產機。
「Trinity」的上司，負責提供他們任務指示。
阿里·亞爾·沙瑟斯與他會面後，表達其想成為厄運式駕駛員的願望，然而被拉古納拒絕；最後在辦公室內被沙瑟斯殺死。

### 其他
王留美（Wang Liu Mei）　聲優——日：真堂圭／港：程文意、朱妙蘭（代配）/ 蔡雁紅（DVD版（第一季））／台：劉如蘋
- 年齡：17（第一季）→ 22（第二季）
- 身高：152 cm（第一季）→ 160 cm（第二季）
- 體重：41 kg（第一季）→ 45 kg（第二季）
- 生日：A.D.2290 年 7 月 9 日
- 血型：A
- 第一季介紹：

雙馬尾
金融界的社交名流，15歲就繼任掌管跨國企业的王家當家。
其隱藏身份是天上人的特務員，暗中支持天上人活動及提供活動經費。
由於自己的生活應有盡有，所以人生缺乏追求慾望，因而極討厭目前世界，期望變革。
自稱天上人支持者，但其觀點只為希望世界得到變革，而非根絕戰爭；因此認為座天使GUNDAM的蠻橫武力介入能改變世界，而給予支援。
第25話。到天上人L3基地視察第四代機體開發進度，認為00 GUNDAM為改變世界之機體。
- 第二季介紹：

長頭髮
認為戰爭的終焉，才會看到世界變革。
為天上人提供情報和人才的同時，也提供情報予變革者，從兩者雙爭過程，找到自己的理想新世界。
第8話，受托於變革者安排天上人參與一金融界宴會，自己也有出席。
為A-Laws協助建造衛星武器「死兆炮」，此後立場逐漸傾向變革者。
第18話，受托於變革者成員里捷涅·瑞傑塔把天上人超級電腦Veda之位置交予天上人。
第19話，前往途中被妮娜駕駛之座天使GUNDAM三型刺殺，但生還。
第21話，於L5殖民地把Veda位置交予剎那後，被妮娜駕駛之座天使鋼彈三型射擊逃生艇死亡。
紅龍（Hong Long）　聲優——日：高橋研二／港：蘇強文（第一季）→翟耀輝、劉昭文（代配）/ 利耀堂（DVD版（第一季））／台：謝國玄
- 年齡：22（第一季）→ 27（第二季）
- 身高：185 cm（第一季、第二季）
- 體重：66 kg（第一季、第二季）
- 生日：A.D.2285 年 12 月 26 日
- 血型：O
- 第一季介紹：

王留美的私人助理。
稱留美為「大小姐」，也是王留美進行特務行動時的助手。
擅於拳腳功夫。
- 第二季介紹：

作為近身護衛留在王留美身邊，但對其做法抱持疑問。
在妮娜·特里尼迪加入後，紅龍的工作漸被取代。
實為王留美的兄長，因性格不適合擔任王家當家，導致責任落於王留美肩上；常被王留美小看，把其看作保標多於家人。
第19話，駕駛Trinity母艦駛向托勒密號 Ⅱ型，途中被妮娜駕駛之座天使GUNDAM三型刺殺；於母艦爆炸時，捨身保護王留美，二人生還。
其後，第21話，於L5殖民地同為保護王留美，而被妮娜連開多槍射死。
里朋斯·阿爾馬克（Ribbons Almark）　聲優——日：蒼月昇／港：伍博民／台：陳余寬
- 年齡：不明
- 身高：176 cm（第一季、第二季）
- 體重：49 kg（第一季、第二季）
- 生日：不明
- 血型：不明
- 第一季介紹：

與天上人監視者亞歷漢卓·科納一同行動的謎之少年。
與天上人駕駛員提耶利亞同樣擁有與天上人超級電腦Veda同步的能力。
第22話，與亞歷漢卓登陸月球，並入侵Veda，改寫了第七級資料及完全掌握Veda。
第25話，於亞歷漢卓戰死前，透露只視其為一名配角，從科納手上接管被統一之世界，以原為Veda主機的位置（月球）成立了新組織「變革者」；自稱為了人類之未來，實爲想成為掌管新世界的神。
- 第二季介紹：

變革者創立人，能以腦量子波與其他變革者成員於腦中直接溝通。表面身份為A-Laws高層。
第一季，第22話通過超級電腦Veda第7層，並完全掌握控制權。
阿里·亞爾·沙瑟斯常以「大將」稱呼他。
第一代GUNDAM「0 GUNDAM」駕駛員。於庫爾吉斯戰爭時，違背看到GUNDAM的人一律滅口的命令，救了剎那，並將他推薦予Veda成為Gundam Meister。這次經歷令本来小看人类的他，更看不起人类，認為自己能成为超越人类的神。
第8話，被里捷涅安排與提耶利亞於一金融界宴會中見面，認為其已被人類馴化。提耶利亞斷然否定變革者之立場後，企圖拔槍相向，但遭另一變革者成員希林格阻止。
執行伊歐利亞·修罕貝克的三階段計畫，但在進程部分做了大幅度的修改，改成了自己的版本來執行。修改後的計畫為：第一階段，以天上人的武力介入為開端，進行世界的統合。第二階段，由A-Laws來進行人類意志的統一。第三階段，讓人類前進到外太空，為即將到來的對話做好準備。
蔑視人類，意圖利用其經修改的伊歐利亞計畫，成為支配人類的神。
能以腦量子波閱讀、指示及控制其他變革者，甚至妮娜的紫色哈囉。
第21話，故意安排露意絲遇上妮娜，導致後者被擊墜。
第22話，利用Veda大量複製類似布林格·斯特比提及狄華因·諾瓦的變革者以跟天上人決戰。
一直察知里捷涅·瑞傑塔的背叛行為，在第22話以腦量子波道破其計劃時，即被槍殺（分身）。
於第23話，顯示里朋斯意識與Veda融合，可以製造分身；其後，啟動超大型母艦「天上人」與天上人決戰，在進入Veda主體時，遇上迪尼亞。
第24話，開槍殺死提耶利亞軀體，後來因00 Raiser使用Trans-AM Burst釋放出的高頻GN粒子，干擾其腦量子波，令里捷涅的意識抓到機會入侵及控制Veda主控區域，且截斷他與Veda的連結，並與提耶利亞遙控啟動天使長GUNDAM的審判系統。里朋斯離開Veda，隨後駕駛不受審判系統影響的再生GUNDAM，擊毀天使長GUNDAM及與00 Raiser交戰，互相擊毀機體後，乘上0 GUNDAM與登上能天使GUNDAM R2的剎那再戰，被GN劍改刺穿機體爆炸，肉體毀滅；備份在Veda裡的意識，則被提耶利亞封鎖。
不過根據後續設定補充，實際上里朋斯其實是被Veda主動切斷連結，因為Veda的行動自始至終，都是要讓純種變革者誕生，因此在發現剎那這個世界第一個純種變革者後，便認為里朋斯已經沒有用了，所以才會切斷跟里朋斯的連結。
- 命名： 名稱「Ribbons Almark」，「Ribbons」是指再生。

哈囉　聲優——日：小笠原亞里沙、高山南（紅）、入野自由（紫）／港：伍秀霞／台：石采薇（黃）、劉如蘋（紫、紅）
- 介紹：

天上人所擁有的小型多功能機械人（自主性AI），廣泛用於整備作業或擔任CIC，對於必須保持秘密，而只有少量人員的天上人來說是不可或缺的存在。
黃色哈囉常於GN-002 力天使GUNDAM與其後繼機－GN-006 智天使GUNDAM和GN-010 獄天使GUNDAM駕駛艙內輔助一部分控制；例如洛克昂進行狙擊時採取自動迴避行動）。
Trinity之哈囉為紫色，其輔助之機體為妮娜·崔尼提之座天使GUNDAM三型；被黃色哈囉稱為哥哥。
紅色哈羅被安排於沙慈身邊，及於00 GUNDAM支援機0強化戰機上，擔任輔助角色。
藍色哈囉在劇場版中與黄色哈囉一起，安裝在洛克昂駕駛的獄天使鋼彈。

## 動畫第一季登場

### 太陽能與自由國家聯合（Union of Solar Energy and Free Nations）
葛拉漢·耶卡（Graham Aker）　聲優——日：中村悠一／港：陳廷軒 / 利耀堂（DVD版（第一季））／台：王希華
- 年齡：27（第一季）→ 32（第二季）→ 34（劇場版）
- 身高：180 cm（第一季、第二季、劇場版）
- 體重：62 kg（第一季、第二季、劇場版）
- 生日：A.D.2280 年 9 月 10 日
- 血型：A
- 第一季介紹：

孤兒。因为对天空有憧憬而加入空军，曾祖父是日本人。
聯合「MSWAD」王牌駕駛員，處女座，軍階中尉，左撇子。
熱愛聯合之機體「旗幟式」，擁有超越常人的駕駛技術，能於戰鬥中把座機變形（非GN動力的MS要做到空中變形並非易事，也因此這樣的技巧甚至被以「葛拉漢特技」稱之）。
第1話，AEU新MS發表會上目睹GUNDAM之性能後，自此對其着迷。其後，因多次與GUNDAM接觸的經驗，被上級從「MSWAD」轉編入「GUNDAM調查隊」；對GUNDAM產生非一般的熱情和執着，此後座機為經過強化的聯合旗幟式特裝型。
第13話，在調查PMC動向時，發現於一旁窺探的剎那，以為其是當地民兵，刻意將情報洩漏給剎那.
第14話起，成為新成立的聯合最精英部隊「超限旗幟式」隊長，自稱為「旗幟式戰士」。
第14話，升職為高級大尉，被提及過去有可能與一宗戰場上誤擊長官之事故有關。
第18話，與座天使GUNDAM一型對戰，成功奪得其GN光束軍刀後，把其右手砍斷。
於侯活·馬遜被座天使GUNDAM二型殺死後，在其墳前發誓「要以旗幟式擊倒GUNDAM」；故當得知將會成為聯合國軍新型機動戰士GN-X的其中一名駕駛員時，立即拒絕。
第25話中，駕駛比利·片桐特製之「聯合旗幟式特裝型 Ⅱ型」（搭載擬似太陽爐的SVMS-01E 古萊哈姆專用聯邦布勒特裝型的改裝型），對能天使GUNDAM作最後一戰，機體被GN劍貫穿後爆炸。戰後四年，加入了聯合維和部隊，並戴上面具。
- 第二季介紹：

戴着莊嚴之阿修羅面具，穿着陣羽織，因此被稱為「Mr.武士道」。
於A-Laws擁有獨立作戰權利，可無視部隊指揮以自己意志行動。
第7話，與起動了Trans-AM系統之00 GUNDAM對戰；其後00 GUNDAM因雙爐系統不安定而即將敗陣，但認為敵機狀態並非萬全，沒有打敗之價值，沒有下殺手。
第16話，以啟動Trans-AM的新座機豪傑式，與Trans-AM 00 Raiser決戰；由於Trans-AM 00 Raiser得到同伴支援及豪傑式的GN粒子量所除無幾而撤退。
第21話，駕駛由片桐從豪傑式改良的「須佐之男」，於L5殖民地向刹那訴說自己對他與GUNDAM有着超越愛和恨的宿命執着，並與00 GUNDAM一同開啟Trans-AM交戰。
於第22話，遭Trans-AM 00 Raiser擊敗後，要求了結戰敗的自己，被剎那拒絕，並要求他要活下去，抓住未來；及後想切腹自裁時，記起剎那的話而停止。
- 劇場版介紹：

出任地球聯邦軍的特務部隊太陽勇者隊隊長，已經回復原本的身份。
協助天上人部隊對ELS前哨戰撤退，其後參加的戰役。
在抗戰末期，座機遭ELS侵蝕，便以特攻方式將機體直接撞擊ELS母星外壁後自爆，幫剎那開啟了通往中樞的道路。
後證實存活，與ELS同化，並加入了天人，成為了能天使鋼彈R4的駕駛員。
角色原型來自電影末代武士主角、由湯姆克魯斯飾演的Nathan Algren。
比利·片桐（Billy Katagiri）　聲優——日：上田祐司／港：劉昭文（第一季）→翟耀輝（第二季）／台：黃乾師
- 年齡：31（第一季）→ 36（第二季）→ 38（劇場版）
- 身高：189 cm（第一季、第二季、劇場版）
- 體重：69 kg（第一季→ 70 kg（第二季、劇場版）
- 生日：A.D.2276 年 4 月 24 日
- 血型：AB
- 第一季介紹：

聯合王牌部隊MSWAD技術顧問。
第一話，只以肉眼觀察，就能初步推斷出GUNDAM所釋放之GN粒子的可能面目。
與葛拉漢為好友，二人一同被派往「GUNDAM調查隊」及後來的「超限旗幟式」。
與天上人戰術預報員皇·李·諾瑞加是舊識，在雷夫·埃夫曼教授指導下一起攻讀碩士學位。
喜歡吃甜甜圈配咖啡。
於皇小姐隱瞞下，一直不知道皇小姐為天上人戰術預報員；一直暗戀皇小姐。
曾在第一集當着葛拉漢與派屈克的面，嘲笑由AEU所開發的「制定式」根本就是聯合所開發的「旗幟式」的仿製品。
- 第二季介紹：

2年間收容了酗酒問題，變得更嚴重之皇·李·諾瑞加。
第4話，加入A-Laws成為新型MS開發主任，官拜上尉。
14年前與皇·李·諾瑞加（九條）及卡蒂·馬涅欽就讀同一所國際大學，畢業後選擇留在學院，與埃夫曼教授繼續研發MS。
於第2話，從剎那口中得知皇小姐曾為天上人戰術預報員後，變得墜落，認為皇小姐一直在利用他和踐踏了他的心意，令他更對天上人添敵意，更積極開發MS。
第15話，要求到前線觀看天人被滅的畫面。
為武士道先生研製的新機體於第14話完成，新機體於第15話出現，稱為豪傑式。
第23話，全部改裝變革者機體，使用Trans-AM系統；其後帶領自動殺人機器入侵天上人戰艦時，遇上九條（皇·李·諾瑞加）。
第24話，因Trans-AM 00 Burst所發出的GN粒子影響，被九條以腦量子波道歉、訴說心跡及擁抱他所動，原諒了她，並幫助天上人對抗自動機器人。
戰後繼續MS研究開發工作。
- 劇場版介紹：

出任地球聯邦軍的MS技術顧問，與舊AEU技術人士共同開發勇者式。
在葛拉漢的要求下，對ELS進行研究，在此期間，與其共同研究的米娜‧卡門對他積極追求。
其後，兩人乘坐天上號協助卡蒂·馬涅欽准將對ELS的戰役。並在這過程中結為伴侶。
雷夫·埃夫曼（Ralph Eifman）　聲優——日：土師孝也／港：林保全 / 葉偉麟（DVD版（第一季））／台：謝國玄
- 介紹：

世界知名的科學家，皇·李·諾瑞加及比利·片桐均為其門生。
被軍方委任為「GUNDAM調查隊」及後來的「超限旗幟式」的技術主任，並把聯合旗幟式再次升級，成為較能與GUNDAM一戰的機體（主要依靠其極快的移動速度及更高輸出功率的武裝）。
第17話，解開GN粒子之秘密並發現220年前之木星開發計畫與開發GUNDAM之間的關連，從而聯想到「伊歐利亞·修罕貝克的目的並不是根絕戰爭」，但隨即遭座天使GUNDAM三型滅口。
霍華德·梅森（Howard Mason）　聲優——日：高橋研二／港：招世亮 / 陳志強（DVD版（第一季））／台：陳余寬
- 介紹：

「GUNDAM調查隊」新加入成員，軍階準尉，與葛拉漢·耶卡等一同在MSWAD服役。
景仰葛拉漢·耶卡，第14話起，與耶卡一同被編入新成立的Union最精英部隊「超限旗幟式」。
第17話，與座天使GUNDAM二型對戰，被GN獠牙刺穿機體，全身戰死。
戴瑞爾·道奇（Daryl Dodge）　聲優——日：西凜太郎／港：陳欣／台：謝國玄
- 介紹：

「GUNDAM調查隊」新加入成員，軍階上士，與葛拉漢·耶卡等一起在MSWAD服役。
景仰葛拉漢·耶卡，第14話起與葛拉漢·耶卡一同被編入新成立的Union最精英部隊「超限旗幟式」。
第21話，升為準尉，於葛拉漢拒絕加入世界聯合厄運式聯隊的情形下，成為Union的厄運式代表駕駛員。
第23話，駕駛嚴重損毀之厄運式，以自殺攻擊衝向力天使GUNDAM，想為被鋼彈殺死的霍華德報仇，並把其機體右手及機體右邊GN全裝盾牌破壞，座機隨即爆炸戰死。
約書亞·愛德華茲（Joshua Edwards）　聲優——日：金野潤／港：馮錦堂／台：黃乾師
- 介紹：

第14話起，被編入新成立的Union最精英部隊「超限旗幟式」。
對隊長葛拉漢·耶卡非常不敬，認為自己才是真正王牌。
第15話，塔克拉瑪干沙漠戰役中，參與力天使GUNDAM捕獲作戰時擅自脫隊，並駕駛機體在空中變形，以嘲諷葛拉漢·耶卡，落地時，即遭力天使GUNDAM以GN光束手槍擊墜，陣亡。
布萊安·施特格邁爾（Brian Stegmeyer）　聲優——日：小室正幸／港：陳曙光／台：王希華
- 介紹：

Union的總統。
認為Union擔任世界警察的身份介入其他國家紛爭，對Union有利，不是慈善事業。十分擔心天上人想取代其地位。
大衛·卡內基（David Carnegie）　聲優——日：麻生智久／港：林國雄／台：黃乾師
- 介紹：

總統的秘書。
對天上人抱着強烈的不信任感及對他們介入紛爭是否對世界和平有幫助抱持着疑問。
約瑟夫·史密斯（Joseph Smith）　聲優——日：四宮豪／港：朱子聰
- 介紹：

副國務卿。

### 人類革新聯盟（Human Reform League）
謝爾蓋·斯米爾諾夫（Sergei Smirnov）　聲優——日：石塚運昇／港：葉振聲／台：陳余寬
- 年齡：43（第一季）→ 48（第二季）
- 身高：189 cm（第一季、第二季）
- 體重：72 kg（第一季、第二季）
- 生日：A.D.2264 年 1 月 28 日
- 血型：A
- 第一季介紹：

人類革新聯盟軍MS部隊「頂武」的駕駛員兼指揮官，軍階為中校。
人稱「俄羅斯猛熊」，人革聯知名將領，左眼位置的疤痕為其特徵。
自稱不喜歡戰場的傳聞，只相信自己所見的一切。
在人革聯對天上人發表譴責之後，其接任特務部隊「頂武」進行對GUNDAM的相關作戰，多次最終失敗而回。
當超兵少女索瑪·皮利斯投入戰場時，斯米爾諾夫便擔任其看謢人，但斯米爾諾夫卻對超兵抱着懷疑的態度。斯米爾諾夫亦曾於斯里蘭卡與進行武裝介入的剎那及能天使GUNDAM交手，二人未分勝負。
第一季於20話，從金司令接收其中一台厄運式。
第一季於25話中，為了拯救快要被阿雷路亞擊墜的索瑪，而被阿雷路亞擊傷。
- 第二季介紹：

自三大勢力統合後任職地球聯邦軍官，沒有加入「A-Laws」部隊且與之保持距離。
14年前為死守建設中之軌道電梯的最後防線而下令放棄其妻荷莉身處之第四小隊，最後荷莉於該場戰事中去世，從此被其子安德列認為對家人見死不救，二人從此交惡。
第5話負責審問被誤認為純源成員之沙慈，對於內容被手下竊聽及報告予A-Laws一事非常憤怒。及後即時促請沙慈離開。
第7話前往搜索失蹤之索瑪，得悉其回復本來人格決定讓她跟隨阿雷路亞。
第10話被派駐守中東國家蘇伊爾王國邊境，目擊A-Laws使用衛星武器對蘇伊爾王國首都發動攻擊，被命令對此事件緘口。
第16話駕駛鐵人全領域對應型進入非洲軌道電梯遊說由龐格·赫丘利上校所率領的叛軍投降。
第17話被其子安德列誤會跟龐格同為叛軍成員，加上母親之恨，安德列便以替母親復仇之名攻擊謝爾蓋之座機。而在機體即將爆炸之時，對安德列及荷莉表示歉意後，推開安德列之座機後機體爆炸而亡。
索瑪·皮利斯（Soma Peries）　聲優——日：小笠原亞里沙／港：謝潔貞／台：
- 本名：瑪莉·帕法西
- 年齡：18（第一季）→ 23（第二季）→ 25（劇場版）
- 身高：156 cm（第一季）→ 166 cm（第二季、劇場版）
- 體重：46 kg（第一季）→ 43 kg（第二季、劇場版）
- 生日：A.D.2289 年 5 月 21 日
- 血型：B
- 第一季介紹：

人類革新聯盟軍超兵機關訓練出的強化人少女超兵一號，被編入「頂武」來對付GUNDAM。
擅於戰鬥，但不擅溝通，外表冷酷。
與天上人駕駛員阿雷路亞有腦波連繫，當接近時兩人會有一種針刺般的頭痛。第6話，人革聯的科學家於其制服裡作了遮斷腦量子波之裝置，因此往後接觸阿雷路亞時不再發生頭痛。
於得悉阿雷路亞為超兵機關失敗之實驗體E-57後對其有一份執着，認為自己為完美之超兵，不會輸給失敗品。
與斯米爾諾夫一同於第一季20話從人革聯軍司令部接收其中一台厄運式。
第25話，與雙重人格合一的阿雷路亞戰鬥中處於下風，於主天使GUNDAM使用高熱長劍作最後一擊前，被斯米爾諾夫捨身所救。
由於心繫其安危，因此只把主天使GUNDAM打走，而沒有殺死阿雷路亞。於步出駕駛艙、救出斯米爾諾夫時，被阿雷路亞看見，讓後者看見其樣貌乃是熟悉之人－瑪莉。
- 第二季介紹：

與阿雷路亞同為人革聯超兵機關出身，戰後仍保留軍籍並居於謝爾蓋家中。
與他交談時，語調明顯比以前更為柔和與女性化，但在部隊中，依然保持以前的冷酷態度。
於第2話起被徵召至A-Laws，官階為中尉。
索瑪為雙重人格，真實人格為瑪莉。
多年前於超兵機關被剝奪五感官，以作腦量子波測試，被安排與同樣經過腦量子波改造之阿雷路亞溝通。其後，超兵機關為將其作為超兵送進軍隊，以維持組織之存續，而恢復其五感官，因而被植入另一人格—索瑪·皮利斯。
於第3話，阿雷路亞逃脫期間，雖然阻撓他脫出，但在阿雷路亞道出她的真實全名後，被喚起殘留記憶。
於第5話，答應成為謝爾蓋之養女，但於第7話回復瑪莉人格（腦量子波與索瑪人格仍然保留）。與前來搜索之謝爾蓋道別後，跟隨阿雷路亞登上「托勒密號 Ⅱ型」，負責艦橋及庶務工作。
第17話，駕駛墜天使GUNDAM支援機「GN射手」，協助消滅軌道電梯外壁碎片，目睹謝爾蓋被其子安德列所殺，雙重人格索瑪重現，要為謝爾蓋之死，而對安德列復仇。
第24話，因Trans-AM 00 Burst所發出的GN粒子影響，變回瑪莉的人格，並與安德列以腦量子波交流，讓他了解到自己的恨及其父親的真正心意；後來與阿雷路亞相認。
戰後和阿雷路亞開始一同在地球生活。
- 劇場版介紹：

和阿雷路亞在地球旅行時，在蒙古一處發電設施遭到ELS襲擊，隨後被萊爾駕駛的力天使鋼彈R1救出。
在對ELS的戰鬥中，駕駛妖天使鋼彈應戰，運用與阿雷路亞兩名超兵糅和而成的卓越反應與思考力，消滅大量敵軍。
最後戰到彈盡糧絕且機體大破時，剎那與ELS互相理解使得戰爭結束，兩人也欣喜的看著ELS之花。
明（Min）　聲優——日：大原崇／港：潘文柏／台：黃乾師
- 介紹：

擔任斯米爾諾夫副官的人類革新聯盟軍中尉。
第一季第10話，為掩護斯米爾諾夫與索瑪撤退，而獨自斷後；被阿雷路亞之殘暴人格「哈雷路亞」以主天使GUNDAM盾內之高熱長劍以遂渐伸長之方式刺死。
金（Kim）　聲優——日：濱田賢二／港：林國雄／台：蔣鐵城
- 第一季介紹：

擔任人類革新聯盟軍的韓籍指揮官，斯米爾諾夫稱之金司令。
在第一季第4話中，把超兵少女索瑪·皮利斯介紹於斯米爾諾夫。
第一季於20話，把厄運式分發於「頂武」成員。
- 第二季介紹：

自三大勢力統合後任職地球聯邦軍官，沒有加入「A-Laws」部隊。
在目擊A-Laws使用衛星武器「Memento mori」對蘇伊爾王國首都發動攻擊後，命令斯米爾諾夫對此事件緘口。
在第二季16話加入「A-Laws」部隊。
- 劇場版介紹：

加入地球聯邦軍，任職軍官，軍階為中將。
在對ELS之戰，被大型ELS侵蝕自己所指揮的伏爾加級巡航艦，陣亡。
荷莉·斯米爾諾夫　聲優——日：田中晶子
- 介紹：

第二季於謝爾蓋的回憶中登場，人革連所屬軍人。
謝爾蓋·斯米爾諾夫之妻、安德列·斯米爾諾夫之母，跟龐格·赫丘利也是舊識。
在第二季的14年前，謝爾蓋為死守建設中之軌道電梯的最後防線，而下令放棄荷莉身處之第四小隊，最後荷莉於該場戰事中去世；也因為這次事件，使其子安德列對謝爾蓋及龐格產生恨意。
人革联國家主席：日：ふくまつ進紗／台：陳余寬
- 介紹：

人類革新联盟的國家主席。
先後透過塔克拉馬干軍事演習、以及在宇宙空域以頂武等兵器，試圖捕獲鋼彈，籍此複製太陽爐技術，令人革連利用其先進技術，在三大聯盟的競爭中搶佔世界之首的地位。
新地球聯邦大總統上任後，有在其辦公處觀看報導。
外型設計來自中國前國家主席江澤民。

### 新歐洲共同體（Advanced European Union）
派屈克·克拉桑瓦（Patrick Colasour）　聲優——日：濱田賢二／港：李錦綸／台：蔣鐵城
- 年齡：28（第一季）→ 33（第二季）→ 35（劇場版）
- 身高：176 cm（第一季、第二季、劇場版）
- 體重：57 kg（第一季）→ 58 kg（第二季、劇場版）
- 生日：A.D.2279 年 1 月 1 日
- 血型：O
- 第一季介紹：

自稱AEU軍的王牌MS駕駛員。
於模擬戰中取得2000場勝利，因此在AEU駕駛員中，認為自己實力過人，連帶造成其自信過剩的問題，在AEU軍方中被歸類為問題製造者。
本身年紀比卡蒂小，但對她一見鍾情，為了追求她而一直跟她調職來追随她。
在新型機（AEU-09 制定式）公開典禮上被能天使GUNDAM擊敗，一直懷恨在心。但其实他對於改变世界並沒有任何看法。
第一季第24話與提耶利亞對戰，雖令中性GUNDAM重創，但是自己的座機也被擊中，座機嚴重毀壞。並往外宇宙漂流。幸虧被駕駛正義女神GUNDAMF型的馮恩·史帕克發現，並往地球方向踢回。
- 第二季介紹：

第8話加入卡蒂·馬涅欽所率領的A-Laws部隊。
因四年前與GUNDAM七次交鋒仍生還，被諷刺稱為「不死身克拉桑瓦」，但對此稱呼不以為意；剛登場時態度與戰技，似乎與第一季沒甚麼改變。
於第9話對「托勒密號 Ⅱ型」之追擊中，旋即被GN飛彈擊中敗退。第12話，被智天使撞脫機體頭部。
第15話，沒有駕駛MS，而改為搭乘指揮艦，是因為卡蒂想利用其「不死身」的運氣保障指揮機。
於第22話，隨同卡蒂反叛A-Laws。
第23話，捨身保護卡蒂身處的宇宙運輸艦，被數台加格擊破機體，但大難不死。
戰後與卡蒂結婚，並自稱「幸福的克拉桑瓦」。由於卡蒂不願意改姓氏為克拉桑瓦，而入贅馬涅欽家，姓氏於劇場版時為馬涅欽（派屈克·馬涅欽），但卡蒂仍習慣稱呼他為克拉桑瓦。
- 劇場版介紹：

在ELS入侵的戰爭中出擊。
機體遭到ELS侵蝕時，通訊卡蒂，表示自己可能因為太幸福，而讓不死身的魔咒被破除了。
正要用Trans-AM系統與ELS同歸於盡的時候，剎那駕駛的量子型00高達恰好趕到，並擊毀侵蝕中的ELS，爆炸的衝擊將他擊飛，於是又得以存活。
即使對方已經身為准將，仍習慣叫卡蒂上校。
卡蒂·馬涅欽（Kati Mannequin）　聲優——日：高山南／港：黃麗芳／台：石采薇
- 年齡：32（第一季）→ 37（第二季）→ 39（劇場版）
- 身高：168 cm（第一季、第二季、劇場版）
- 體重：46 kg（第一季、第二季、劇場版）
- 生日：A.D.2275 年 6 月 11 日
- 血型：A
- 第一季介紹：

AEU的上校，為派屈克·克拉桑瓦的上司，且深得他的仰慕。
在三大國於塔克拉瑪沙漠的聯合軍演中，擔任AEU軍的指揮官。
- 第二季介紹：

由於有與GUNDAM戰鬥之經驗，於第2話起被徵召至A-Laws，擔任部隊指揮官，官階為上校。
亞瑟·古德曼常以「女狐狸」蔑稱她。
14年前與皇·李·諾瑞加（九條）就讀同一所國際大學，被喻為戰術預報之天才，其陸續發表之戰術於7場戰爭中取得勝利，畢業後加入AEU成為戰術預報員。
曾於一次任務中因情報失誤，而誤傷友軍，而該事故中九條的男友不幸逝世，對此事一直耿耿於懷。
對A-Laws之掃蕩作戰公開表示反感，其上司亞瑟·古德曼准將對其評價為「心軟的女人」。
於第3話，因錯誤判斷天上人之戰鬥力，而讓後者成功救出阿雷路亞，並遂漸察覺到天上人之戰術作風與皇相似。在第9話確認其為皇本人，並在戰後以光通訊對「托勒密號II」表明自己是A-Laws一員；認為根絕戰爭只是夢想，而皇加入天上人是愚蠢的做法。
第17話，指示A-Laws協助破壞墜下的軌道電梯碎片，事後一度下落不明。
第22話，叛離A-Laws到政變派陣形，並為純源提供戰術，協同天上人作戰‘以民眾之名領導政變派軍隊，討伐A-Laws。
第23話，為支援天上人而帯領政變派軍隊攻擊變革者。
戰後，因討伐A-Laws有功，升為准將，表示天上人在討伐戰中也是功臣，可暫時放过他们，但若他们仍不禦下武装，天上人仍是地球聯邦軍的敵人；隨後和派屈克成婚。
- 劇場版介紹：

出任地球聯邦軍准將。
在天上人號看見作為變革者的笛卡兒·雪曼對戰鬥的判斷感到驚訝，並且認為變革者將來會成為地球聯邦軍的主力。
在ELS之戰時，乘坐天上人號，並且指揮地球聯邦軍的【絕對防衛線】，其後指揮室也遭到ELS入侵。在戰鬥最後一刻，ELS入侵因為剎那的對話成功，而停止下來，而卡蒂沒有遭ELS侵蝕。
艾米利歐·雷比西（Emilio Ribisi）　聲優——日：加瀨康之／港：劉奕希／台：陳余寬
- 介紹：

第二季於皇的回憶中登場，曾與皇一同於AEU軍隊服役。
在一次掃蕩人革連軍事基地的途中，由於當時領軍的兩名戰術預報士（皇與卡蒂）都在升官之即，為了替自己所屬的戰術預報士取得較高的擊墜數，部分駕駛員刻意謊報友軍為敵人，進而造成戰術預報士得到錯誤訊息，而下達攻擊指令。
艾米利歐在此事中不幸傷重身亡。此事在皇的心中留下陰影，從而令其開始借酒消愁並加入天上人以希望能根絕戰爭。
阿里·亞爾·沙瑟斯（Ali Al-Saachez）　聲優——日：藤原啟治／港：陳欣／台：王希華
- 年齡：35（第一季）→ 40（第二季）
- 身高：190 cm（第一季、第二季）
- 體重：81 kg（第一季、第二季）
- 生日：A.D.2272 年 7 月 11 日
- 血型：O
- 第一季介紹：

AEU的僱傭兵，生性好戰（被尼爾稱為戰爭中毒），擁有高超的駕駛技術。曾化名加里·比亞吉。
曾是恐怖組織的首領，令剎那成為少年兵、導致洛克昂兩兄弟家破人亡，而沙瑟斯常以「庫爾吉斯的小鬼」蔑稱剎那。
第23話，與洛克昂·史特拉托斯（尼爾）在激戰後，沙瑟斯的下半身嚴重燒傷，在變革者透過再生手術後救活。
- 第二季介紹：

在里朋斯·阿爾馬克成為新的僱主後，沙瑟斯參與了襲擊阿札迪斯坦等多場戰鬥。
第24話，和新生天上人的洛克昂（萊爾）猶如命運註定般再度決戰，而沙瑟斯在棄機逃走時，被洛克昂爆頭槍殺。

### 阿札迪斯坦王國（Kingdom of Azadistan）
瑪莉娜·伊士麥（Marina Ismail）　聲優——日：恆松步／港：曾秀清／台：石采薇
- 年齡：24（第一季）→ 29（第二季）→ 31（劇場版）→ 81（劇場版結局）
- 身高：162 cm（第一季、第二季、劇場版）
- 體重：48 kg（第一季、第二季、劇場版）
- 生日：A.D.2283 年 1 月 12 日
- 血型：A
- 第一季介紹：

中東新興國家．阿札迪斯坦王國第一公主。
為了拯救因石油枯竭導致經濟危機的祖國，奔波各國以求援助。
瑪莉娜成長於擁有舊制王族血统的平民家庭，最初打算以音樂家為志向，然而由於君主制再次復活，國家需要擁有王室成員繼承大統，而被推舉為女王（第一公主）。肩負挽救窮困祖國的責任，始終堅信戰爭無法解決糾紛的原則。
第8話時，幫助了陷入了困境的剎那。與剎那的談話過程中，剎那直接向瑪莉娜承認自己為天上人的Gundam Meister，但瑪莉娜認為一切都只是剎那開的一個玩笑。其後，剎那駕駛能天使GUNDAM飛至其專機上方，瑪莉娜亦真正第一次近距離接觸GUNDAM。
剎那在意她的原因，是因為其聲音與剎那母親的聲音非常相似。
在發生阿札迪斯坦王國的騷動之後，她似乎也成為除了天上人外，唯一知道剎那是Gundam Meister的人。在天上人遭地球聯邦消灭前，收到剎那寄给她的信。
- 第二季介紹：

被世界變革的波浪弄得顛簸的阿札迪斯坦公主。
儘管沒有了席林的指導與支持，仍為了重建國家，而四處奔走。
因4年前曾經接觸GUNDAM駕駛員，而遭A-Laws拘捕和囚禁；被天人救出，並帶到反政府組織純源之基地，從而得悉席琳也是純源的一員。
於第5話，在其要求下被剎那送回阿札迪斯坦，卻驚見整個都市正在焚燒，而上空出現一台疑似GUNDAM之機體（權天使GUNDAM）。於第6話，折返剛被A-Laws掃蕩之純源基地，並對祖國被毀感到悲痛。
於中東國家蘇伊爾王國支部之成員口中，得悉阿札迪斯坦王國已被地球聯邦佔領，並成立了臨時傀儡政權。接着，地球聯邦還準備以此傀儡政權為中心，吞併其他反地球聯邦的中東國家。
暫時與純源一同行動，同時也幫忙照顧純源施設內，因戰爭而流離失所的孩童們。
希望以溝通重建阿札迪斯坦王國，但席林認為要重建阿扎迪斯坦王國，就必須要戰鬥。
第14話，和孩童們唱着一首由他們所編排的歌Tomorrow，無意間透過Trans-AM 00 Raiser散播，令該範圍都聽見其歌聲，令聽到歌聲的人們都響起反戰的心聲；之後照顾受伤的剎那，並得知其往事。
第22話，與希琳·巴弗提亞爾及小孩一同坐上純源宇宙艦隊。
第25話，回到阿札迪斯坦王國，收養在戰爭時被純源收流的孤儿，接受地球聯邦的支助重建王國，並幫助中東其他國家，為了和平而努力。期间寫下一封無法寄给剎那的信，表示她會為其祈祷，讓他找到活着的意义。
- 劇場版介紹：

在ELS進犯時，指揮王國政府協助難民避難，並將王宮開放給難民居住；其後也參予了巡視難民的活動。
在劇中，有著數度以獨白的方式，表達最初的“互相理解”之真意，可謂是最早理解達到和平的方式之人。
在最終幕中，已經年老的瑪莉娜獨自居住在小木屋裡，終身未婚，收養的孩子們皆長大了，不時會回來探望她。在彈鋼琴時，意識到似乎有人拜訪，然而因為視力不佳無法判別對方。直至聽到來者的聲音，才得知是已經ELS化的剎那來訪。面貌沒變的剎那看著年老的她，表示自己似乎花了非常多的時間，才了解ELS與世界的本質；如今彼此終於能夠互相理解了。呼應著兩人的擁抱，屋外的ELS量子型00高達鋼彈也被綻放的花朵所圍繞著。
漫畫版結局大致相同，但添加了剎那與瑪莉娜時，剎那令年老的自己進化成跟他相同的物種及回復年輕，兩人其後穿上禮服結婚。
席琳·巴夫提亞爾（Shirin Bakhtiar）　聲優——日：根谷美智子／港：黃玉娟→沈小蘭（劇場版）／台：劉如蘋
- 年齡：27（第一季）→ 32（第二季）→ 34（劇場版）
- 身高：169 cm（第一季、第二季、劇場版）
- 體重：49 kg（第一季、第二季、劇場版）
- 生日：A.D.2280 年 10 月 20 日
- 血型：B
- 第一季介紹：

在王宮擔任公主瑪莉娜的幕僚兼監督的女性。政治能力優秀。
但在阿札迪斯坦王國女性被禁止涉及與政治相關的事務，不能公然參加，因此有時話中帶刺。
- 第二季介紹：

離開了瑪莉娜並朝世界發展，與在皇宮時的穿着不同，此時的她穿着看起來更有活力的衣服。
認為以目前地球聯邦之政策，阿扎迪斯坦王國即使加入地球聯邦，也沒有未來，為替王國創造未來而離開皇宮。及後因反對地球聯邦政府之做法，而加入純源。
雖然與瑪莉娜分離，但對其仍表示關心；及後於瑪莉娜因阿扎迪斯坦王國，遭地球聯邦政府重組，而流落純源時給予安慰和支持。
認為要重建阿扎迪斯坦王國，就要戰鬥，亦認為瑪莉娜反對戰爭之想法是無所作為。
第22話，坐上純源宇宙艦隊，與瑪莉娜·伊士麥在一起。
第25話，和克勞斯·葛拉德成為地球聯邦議會成員，並再次成為瑪莉娜的待從官，繼續輔助她管理王国的事務。
馬蘇德·拉夫邁迪（Massoud Rachmadi）　聲優——日：福松進紗／港：林保全／台：黃乾師
- 介紹：

阿札迪斯坦王國保守派的代表人物，保守派中人稱呼其為「拉薩（ラサ）」，雖身為保守派，但其立場仍是擁護瑪莉娜第一公主。
第一季第12話、13話時被阿里·亞爾·沙瑟斯為首的組織綁架，並因此引起阿札迪斯坦王國的政變。最後被天上人救出，並由剎那帶到王宮；政變其後在其與瑪莉娜的共同宣言下平息。
第二季第4話，從瑪莉娜口中得知其已去世，其死亡更重新引發阿札迪斯坦王國保守派及改革派的紛爭。

## 動畫第二季登場

### 地球聯邦（Earth Sphere Federation）
地球聯邦大總統　聲優——日：佐佐木誠二
- 介紹：

地球聯邦成立後的首任大總統，但實權卻在A-Laws及變革者手上。
原型設計是來自美國總統奧巴馬
新地球聯邦大總統　聲優——日：藤田淑子／港：袁淑珍
- 介紹：

在A-Laws不人道行為被揭發且解散後，地球聯邦新任的女性大總統。
原形設計不明，可能和希拉里·克林顿有關。
過去是AEU的議員，在當選大總統後推行緩靖政策，致力於推動世界和平，但對於變革者誕生可能引發的世界戰爭感到憂心不已。
地球聯合發言人　聲優——日：白石涼子／港：陳凱婷
- 介紹：

與艾燎·衛端拿相同基因、性別的準變革者。
在第二季第25話的最後登場，於劇場版中負責地球聯邦政府對外發言、媒體應對等事務。

#### 正規軍
謝爾蓋·斯米爾諾夫（Sergei Smirnov）
龐格·赫丘利（Pang Hercury）　聲優——日：屋良有作／港：梁志達／台：王希華
- 年齡：48
- 身高：180 cm
- 體重：68 kg
- 生日：A.D.2264 年 5 月 25 日
- 血型：AB
- 介紹：

地球聯邦軍上校，與謝爾蓋及其妻荷莉為舊識。
認為軍人應保護市民利益與安全，對A-Laws之暴行及操縱輿論之行徑深感不滿。
第13話結尾，與謝爾蓋·斯米爾諾夫見面，計畫發動一場政變，以揭露A-Laws之暴行，並勸謝爾蓋不要插手。
第15話，率領叛軍，成功佔領非洲軌道電梯，希望讓市民有所覺悟，換來A-Laws以衛星武器「死兆炮Memento Mori」直擊軌道電梯。
第17話，政變以失敗告終，其座駕被安德列擊墜，戰死。

#### A-Laws
安德列·斯米爾諾夫（Andrei Smirnov）　聲優——日：白鳥哲／港：曹啟謙／台：黃乾師
- 年齡：24（第二季）→ 26（劇場版）
- 身高：184 cm（第二季、劇場版）
- 體重：66 kg（第二季、劇場版）
- 生日：A.D.2288 年 5 月 5 日
- 血型：A
- 介紹：

俄羅斯荒熊謝爾蓋·斯米爾諾夫之兒子，官階為少尉。對父親態度冷淡。
14年前，父親下令退守軌道電梯最後防線，而放棄其母親所屬之第四小隊；從而認為父親對母親見死不救，導致其戰死沙場，二人從此交惡。
被露意絲吸引，但認為其不該加入A-Laws。
第17話，擊墜龐格·赫丘利和殺死其父謝爾蓋。
第18話，對其弒父行為辯護，同時因消滅叛軍首領龐格·赫丘利而晉升為中尉，座機改為先驅式。
第19話，阻撓沙慈把露意絲帶走並與索瑪作短暫交戰，此事加重了他認為其父與多少人一同叛變的疑心。
第22話，陪同露意絲跟隨變革者，離開A-Laws艦隊，其後亦參與變革者對天上人的戰鬥。
第24話，先驅式被00 Raiser擊毀，因Trans-AM 00 Burst所發出的GN粒子影響，與索瑪·皮利斯以腦量子波交流，訴說積壓內心已久的怨恨，並開始體會到父親的心意而狂嚎。
第25話，重新回到地球聯邦軍，並以父母親為榜樣。
- 劇場版介紹：

出任地球聯邦軍上尉，其後參與ELS之戰。
在抗戰中期，因有部分ELS突破絕對防衛線而進行追擊。
最後，在機體嚴重損毀及將遭侵蝕之際，貫徹其軍人之正義，為保護地球上的市民而進行自爆，悲壯地陣亡。
Mr.武士道（Mr.Bushido）
比利·片桐（Billy Katagiri）
索瑪·皮利斯（Soma Peries）
卡蒂·馬涅欽（Kati Mannequin）
派屈克·克拉桑瓦（Patrick Colasour）
露意絲·哈利維（Louise Halevy）
荷馬·片桐（Homer Katagiri）　聲優——日：大友龍三郎／港：朱子聰／台：謝國玄
- 年齡：58
- 身高：205 cm
- 體重：84 kg
- 生日：A.D.2254 年 7 月 22 日
- 血型：B
- 介紹：

A-Laws總指揮官，比利之叔叔。
為了強化部隊，召集了前三大陣營（聯合，人革聯和新歐盟）的精英駕駛員和指揮官。
戰後在住家切腹自盡。
艾伯·林特（Aber Rindt）　聲優——日：矢尾一樹／港：林保全／台：蔣鐵城
- 介紹：

官階為少校，擅長掃蕩作戰。
於卡蒂眼中為惡名昭章之男人。
於第4話，取代卡蒂策劃攻擊天上人母艦，但最終因錯誤判斷天上人戰力而失敗。
自索瑪被判定戰死後，授權露意絲駕駛其腦量子波對應型先驅式。
第13話，策劃衛星武器「死兆炮」保衛作戰，被熾天使GUNDAM及智天使GUNDAM命中內部共振區，其所在的戰艦被捲進爆作後戰死。
亞瑟·古德曼（Arthur Goodman）　聲優——日：江川央生／港：林国雄／台：王希華
- 介紹：

體型肥胖，卡蒂與艾伯之上司，官階為准將。
忠實執行A-Laws理念，並嚴厲打擊反地球聯邦組織「純源」。
第22話，指揮A-Laws艦隊向天上人發動總攻，被Trans-AM 00 Raiser以GN劍Ⅲ型直擊艦橋戰死。
李哲江（Lee Zhejiang）　聲優——日：四宮豪／台：黃乾師
- 介紹：

前人革聯司令官，官階為中校。
於第9話攔截「托勒密號 Ⅱ型」回歸太空時，被00 GUNDAM之劍Ⅱ型粒子束步槍模式直擊艦橋，戰死。
巴拉克·吉尼（Barack Zinin）　聲優——日：稻田徹／港：李凱傑／台：謝國玄
- 介紹：

第四宇航隊隊長，官階為上尉，其妻於「純源」的反地球聯邦軍行動中被波及死亡。露意絲隸屬其部隊。
於第1話，帶領初次上陣之露意絲參與殖民地掃蕩任務，對其目睹能天使GUNDAM後無法戰鬥，感到不滿。
於第6話，帶領航隊作補充人員，加入卡蒂之部隊。
於第11話，帶領航隊和00 GUNDAM對戰，被00 Raiser的GN劍Ⅱ型從後斬破機體，戰死。

### 純源（Katharon）
克勞斯·葛拉德（Klaus Grad）　聲優——日：川島得愛／港：何承駿／台：謝國玄
- 年齡：29（第二季）→ 31（劇場版）→ 81（劇場版結局）
- 身高：191 cm（第二季、劇場版）
- 體重：70 kg（第二季、劇場版）
- 生日：A.D.2283 年 4 月 9 日
- 血型：A
- 介紹：

反地球聯邦軍勢力「純源」成員之一，對於A-Laws扭曲的統治，抱持強烈的反抗意識。
純源第三支部首領，認為天人對其推翻地球聯邦政府之目標為必要之存在，因此對天人表示友好及希望能給予援助。
其基地於A-Laws掃蕩作戰中被破壞，第6話決定撤退到蘇伊爾王國之基地。
第20話，和地球聯邦軍槍戰中手臂受槍傷，並說明純源地面的所有支部已經遭受破壞，只好前往宇宙。
第22話，坐上純源宇宙艦隊旗艦，依照卡蒂·馬涅欽的戰術，援救托勒密號 Ⅱ型。
第25話，和席琳成為地球聯邦議員成員。
- 劇場版介紹：

出任地球聯邦議員，曾觀察安米亞‧李半邊身體被ELS侵蝕。
其後，ELS大軍入侵時發表意見，並且相信大總統的判斷，在ELS之戰50年後進化成變革者，並成為移民團的團長。
席琳·巴夫提亞爾（Shirin Bakhtiar）
池田（Ikeda）　聲優——日：四宮豪／港：劉昭文／台：謝國玄
- 介紹：

原為Union經濟特區日本傳媒企業JNN之新聞記者。
曾參與有關天上人及GUNDAM之報道，其後目賭A-Laws之行徑，決定把實況公開，但於報道前已遭解雇，因而加入純源。
其子孫在與ELS大戰後的50年成為皇號的跟隨記者。

### 變革者（Innovator）
里朋斯·阿爾馬克（Ribbons Almark）
里捷涅·瑞傑塔（Regene Regetta）　聲優——日：朴璐美／港：袁淑珍／台：石采薇
- 年齡：不明
- 身高：177 cm
- 體重：54 kg
- 生日：不明
- 血型：不明
- 介紹：

於第一季末初次登場，與提耶利亞為同型的變革者。
作為里朋斯的手下，卻暗地裡企圖取代里朋斯，成為伊歐利亞計畫的領導者。
第8話，對提耶利亞透露天上人之計畫全貌，並替其安排與里朋斯會面。
第16話，被里朋斯道出自己乃是被前者創造出來；但實際只是里朋斯利用韋達的資料，再加入自己的資料而製造出來。
第18話，秘密把超級電腦Veda之位置，托負予王留美，轉交給天上人；此事於第19話遭里朋斯揭發，被警告再作出叛變行為，將會受到嚴重後果。
第22話，被里朋斯以腦量子波閱讀、並道出其計劃後，即把里朋斯（分身）槍殺，並自稱計劃主角，已從里朋斯轉為自己；但於第23話被阿里·亞爾·沙瑟斯槍殺軀體。
第24話，因00 GUNDAM使用Trans-AM 00 Burst釋放出的GN粒子，干擾里朋斯腦量子波，其意識趁機跟Veda合而為一，並阻斷里朋斯與Veda的連結，協助提耶利亞遙控開啟天使長GUNDAM之審判系統。
- 命名：名稱中之Regene來自Regenerate，意為「再生」。

里凡穆·利華弗（Revive Revival）　聲優——日：齋賀觀月／港：林芷筠／台：劉如蘋
- 年齡：不明
- 身高：168 cm
- 體重：48 kg
- 生日：不明
- 血型：不明
- 介紹：

第一位配屬於A-Laws的變革者。
擁有不受A-Laws命令及約束的特權。經常冷嘲熱諷軍隊和天上人的行動。
所操作的機體為「加迪薩」。
在變革者與天上人的最終決戰時，遭洛克昂出其不意的使用可開啟僅限一秒的「Trans-AM」系統，將GN粒子束手槍插入機體，零距離射擊戰死。
和艾紐·利特納是相對應的存在，使用同系列的鹼基序列而誕生，因此能透過艾紐得知托勒密號 Ⅱ型的位置。
- 命名：名稱中的Revive與Revival均有「復活」，「重生」之意。

布林格·史塔比迪（Bring Stabity）　聲優——日：置鮎龍太郎／台：謝國玄
- 年齡：不明
- 身高：194 cm
- 體重：71 kg
- 生日：不明
- 血型：不明
- 介紹：

第二位配屬於A-Laws的變革者，擁有不受A-Laws命令及約束的特權。
沉默寡言，幾乎不會表露情感。
所操作的機體為「加萊佐」。
雖然在第二季14話與提耶利亞·厄德的戰鬥中戰死，但也是提耶利亞不使用隱藏機體就贏不了的強敵。
和狄華因·諾瓦是相對應的存在，使用同系列的鹼基序列而誕生。
- 命名： 其名Bring Stability有「帶來穩定」之意。

希林格·凱爾（Hiling Care）　聲優——日：川庄美雪／港：何璐怡／台：劉如蘋
- 年齡：不明
- 身高：167 cm
- 體重：46 kg
- 生日：不明
- 血型：不明
- 介紹：

外貌與里朋斯·阿爾馬克相似，自稱為戰鬥專用。
第13話加入A-Laws，官階上尉，白色「GNZ-003 加迪薩」及灰色「GNZ-005 加萊佐」駕駛員。
無性別（官方指出所有變革者性別都是無性人）。
第8話，首度登場，以槍阻止提耶利亞射殺里朋斯。
第13話，參與A-Laws衛星武器「死兆炮」攻防戰，駕駛白色「GNZ-003 加迪薩」迎戰「00強化模組」，被妮娜之連恩號掃射引開注意力，後被「00強化模組」斬去機體右臂。
第19話，駕駛灰色Garazzo與00 Raiser對戰，被Trans-AM 00 Raiser以儲氣炮擊毀。
第20話，駕駛「加萊佐」被「00強化模組」擊毀，使用逃生系統脫離。
第23話，跟天上人交戰，與里凡穆·利華弗開啟Trans-AM，一同擊破迪尼亞駕駛的熾天使GUNDAM。
第24話，因天使長GUNDAM開啟審判系統，而導致機體遭到癱瘓；於天使長GUNDAM被不受審判系統影響之里朋斯GUNDAM擊毀後，重新活動。
第25話，與墮天使GUNDAM決戰，被哈雷路亞以GN粒子束盾牌夾破機體，戰死。
- 命名：名稱中的Healing意為「治療」，Care有「看護」，「照料」之意。

狄華因·諾瓦（Divine Nova）　聲優——日：置鮎龍太郎／台：蔣鐵城
- 年齡：不明
- 身高：194 cm
- 體重：71 kg
- 生日：不明
- 血型：不明
- 介紹：

外貌與布林格·史塔比迪相似，第14話加入A-Laws。
所操作的機體為「恩普拉斯」。
自布林格戰死後，希望替其復仇。
第17話，駕駛MA 恩普拉斯試作機攔截「00強化模組」，被Trans-AM 00 Raiser以Raiser Sword擊穿GN力場命中機體，戰死。
- 命名：其名Divine有「神性」之意，Nova是「新星」。

艾紐·利特納（Anew Returner）
提耶利亞·厄德（Tieria Erde）

#### 受雇者
阿里·亞爾·沙瑟斯（Ali Al-Saachez）

## 其他角色
沙慈·克洛斯羅德（Saji Crossroad）　聲優——日：入野自由／港：李致林／台：蔣鐵城
- 年齡：17（第一季）→ 22（第二季）→ 24（劇場版）
- 身高：168 cm（第一季）→ 178 cm（第二季、劇場版）
- 體重：50 kg（第一季）→ 60 kg（第二季、劇場版）
- 生日：A.D.2290 年 3 月 10 日
- 血型：A
- 第一季介紹：

居住於經濟特區東京，宇宙工程學學生。
由於性格溫厚，經常被女朋友露意絲·哈利維戲弄。
剎那的鄰居，但對剎那為GUNDAM駕駛員一事毫不知情。
因露意絲被座天使GUNDAM三型無意義攻擊導致失去左手，以及姊姊絹江於調查天上人根絕戰爭背後目的其間被殺害，認為GUNDAM令身邊珍惜之人受到傷害，而變得十分討厭GUNDAM，並一心希望所有GUNDAM給毀滅。
- 第二季介紹：

2312年宇宙工程學畢業後於宇宙殖民地進行工作，這時他的另一個希望是帶露意絲上宇宙。
為了實踐與露意絲的約定，他在宇宙殖民地建設工地現場擔任技師。雖然內心一直掛念着露意絲，卻因工地同伴為反地球聯邦政府組織純源成員，而被捲進事件中，被帶到殖民地Proud，與其他純源俘虜一起作苦工。
此時，純源之營救計畫卻被A-Laws識破，令殖民地遭受襲擊；混亂中被前來調查的剎那所救，後得悉其GUNDAM駕駛員身分，而作出反抗。被關閉於天人母艦之禁閉室其間，利用哈囉得知露易絲於婚禮上受襲之真相，但對天人破壞其和平一事仍無法諒解。
在被交到純源基地後獨自逃走，被地球聯邦軍發現並審問。為洗脫自己的冤情，把一切和盤托出，但期間被竊聽，而讓A-Laws得知純源基地位置，造成大量成員傷亡，後被帶回托勒密號 Ⅱ型。
隨後之戰鬥中，決定為彌補自己造成之傷亡，而擔任炮手，迎戰A-Laws機動戰士（對方為露意絲），但最終沒有開火。
第7話起，參與GUNDAM整備工作。
第11話，代替受傷之伊恩，成為00 GUNDAM支援機0強化戰機之駕駛員，並駕駛0強化戰機，與00 GUNDAM對接合體，成00 Raiser。在同話之戰鬥期間，透過Trans-AM 00 Raiser所釋放之大量高濃度的GN粒子，讓沙慈能夠感應到戰鬥範圍內所有人的聲音，從而得知露意絲身在敵對陣營。
第12話返航後，想以0強化戰機逃出托勒密號 Ⅱ型，與露意絲會面；隨即想起曾因一己之私，造成純源成員傷亡之事，因而沒有離開。
第18話，接受和剎那一起找回露意絲，認為這就是自己的戰鬥。
第24話，從巨型MA御統式救出露意絲後，險被受里朋斯腦量子波控制的她勒死；但受Trans-AM Burst噴出的GN粒子所影響，而能與露意絲以正常意志交流，重拾舊好。
戰後離開天上人，與康復了的露意絲一同在地球生活。
- 劇場版介紹：

劇場版中，頭髮比起第二季變成髮尾微捲的狀態。
於政府呼籲技師協助救援活動時，表示自己毅然決然的想前往太空盡一份力，並獲得露意絲的認同。
絹江·克洛斯羅德（Kinue Crossroad）　聲優——日：遠藤綾／港：謝潔貞／台：
- 年齡：22
- 身高：164 cm
- 體重：49 kg
- 生日：A.D.2285 年 7 月 22 日
- 血型：A
- 介紹：

沙慈之姊姊，日本傳媒企業JNN的記者。
因自身工作需要及對天上人根絕戰爭背後之真正目的抱有懷疑，而積極追查。
父親本為記者，因被調查對象陷害而入獄，受其思想影響，而積極探求真相。
第一季第20話在追查的過程中，遇上僱傭兵阿里·亞爾·沙瑟斯，並希望從其口中獲得天上人情報，被其故意透露與剎那之關係，後遭滅口。
露意絲·哈利維（Louise Halevy）　聲優——日：齋藤千和／港：張頌欣／台：劉如蘋
- 年齡：17（第一季）→ 22（第二季）→ 24（劇場版）
- 身高：154 cm（第一季）→ 157 cm（第二季、劇場版）
- 體重：45 kg（第一季）→ 44 kg（第二季、劇場版）
- 生日：A.D.2290 年 11 月 1 日
- 血型：O
- 第一季介紹：

居住於經濟特區東京的海外留學生（原籍隸屬於AEU的西班牙），家族擁有龐大之企業。
沙慈的女朋友，同為宇宙工程學的學生，性格很任性。
第18話，回到西班牙參與哥哥的婚禮，遭座天使GUNDAM三型無意義襲擊，失去所有親人（父母及哥哥亦死去）和左手。
由於GN粒子破壞了神经系统，因此無法施以再生手術。
希望沙慈回到日本，實現上宇宙的夢想。
- 第二季介紹：

4年後，以短髮形象示人，左臂裝備了義肢，並加入了A-Laws，擔任最前線的駕駛員，官階為準尉。
繼承了哈利維家之龐大財產，成為A-Laws最大出資者，並駕駛「厄運式 Ⅲ型」初次上陣。
在目擊GN-001 能天使GUNDAM後陷入無法戰鬥的狀態，被戰友帶回基地後，需服食藥物。
因被GUNDAM殺死雙親及破壞其幸福，而對天上人抱持強烈的憎恨。
第6話，被索瑪以腦量子波感覺到其在勉強自己，內心在哭泣且一直想念着某人（沙慈）。同話對GUNDAM戰鬥中計劃直取天人母艦，替雙親復仇，而對其瞄準之炮手為沙慈；但座機隨後遭GN飛彈擊中，而被逼撤退。
第8話，自薦並獲准駕駛索瑪之GNX-704TSP 先驅式腦量子波對應型，並於一金融界宴會外，遇見替提耶利亞作支援之剎那，於談及沙慈之心意時，再次出現頭痛，導致剎那被正欲離開宴會之比利發現。於此事得悉前，鄰居剎那為天上人一員。
第12話，參與攻擊天上人宇宙基地戰鬥，並負責與 00 GUNDAM戰鬥，啟動了Trans-AM系統之00 Raiser所釋放之大量超高濃度的GN粒子，讓其得知沙慈目前身在敵對陣營，認為他已跟天上人為伍；返航後，把其手提電話內與沙慈有關的相片全部刪除。
第15話，顯示其虹蟆出現與Veda同步之彩色光芒；其後劇情顯示原因為曾受變革者改造，服食藥物之目的為抑制體內細胞變異。
第19話，透過Trans-AM 00 Raiser釋放之GN粒子，與沙慈以腦量子波對話（自己雖對沙慈舉槍相向；但沒法扣下扳機）；因受安德列阻撓而中止，返航後加重對沙慈的想念。
於第21話，座機改為統御式，在跟隨Mr.武士道前往廢棄殖民地的時候，認出座天使GUNDAM三型為四年前令她家破人亡之元凶，即把機體及其駕駛員妮娜以凌虐式處決法擊墜。
第22話，跟隨變革者離開A-Laws部隊，並參與最終對GUNDAM戰鬥，並試圖用統御式與00 Raiser同歸於盡，被加格擊毀後為剎那拯救，交由沙慈並離開戰場。因不想傷害沙慈，而抵抗里朋斯的腦量子波控制，引致身體處於瀕死彌留狀態；幸得00 Raiser啟動Trans-AM Burst機能所釋放的高頻GN粒子所救，並能與沙慈以正常意志交流，重拾於好。
戰後與沙慈一起生活。
- 劇場版介紹：

於新政權成立的兩年間，為了醫治PTSD而住院，變回了和第一季相同的長髮。
因為腦量子波的關係，成為ELS追逐的目標，被剎那所救。
支持著想要到宇宙盡一份力的沙慈，並等待著他回來。

## 外傳

### 「機動戰士GUNDAM 00P」
時間點為西元2292年

#### 天人
魯伊德·雷曾納斯（Ruido Resonance）　聲優：千葉一伸
- 介紹：

「機動戰士GUNDAM 00P」主角，「正義女神GUNDAM（GNY-001 Gundam Astraea）」的駕駛員，為第二世代四位Gundam Meister中的唯一的男性。為人性格開朗樂觀，擅長機械整備。
身為一名機械工程師的能力上，具有非常高水準的技能，因此得以參加GUNDAM的開發。
從駕駛員的角度來看也擁有超乎一般水準的能力，雖然以雪兒·亞克斯迪卡的Gundam Meister前輩身份存在，但本人對於介入紛爭「和人戰鬥」的的事並不積極不太感興趣。
00P第一季第五回駕駛正義女神GUNDAM，使用雙管GN炮擊毀打算佔領天使宮的人革聯逃兵的戰艦。
00P第一季第七回駕駛正義女神GUNDAM擊毀4架「AEU-05 暴徒式」一個小隊。
00P第一季第九回進行介入紛爭的預備性質武力介入測試，駕駛正義女神GUNDAM擊滅「AEU-05 暴徒式」部隊。
00P第一季第十回後和瑪蕾妮結婚，通過Veda允許拆下瑪蕾妮脖子上的爆炸項圈，是菲特·葛瑞斯的生父，但在與雪兒、瑪雷迪一起進行AEU軌道電梯武力介入行動之時為援救雪兒，暴露於大量的GN粒子中，當場喪生。
Gundam Meister874（Gundam Meister 874）
- 介紹：

「星水女神GUNDAM（GNY-002 Gundam Sadalsuud）」的駕駛員。稚幼的外表看起來像是十歲出頭的少女，不過實際年齡不明，如果她的年齡真的和外觀一樣的話，這麼年輕的MS駕駛員可以說是特例中的特例。
Gundam Meister全員都是使用假名，但只有她是以數字為代稱，名字是被用代號「874」來稱呼。是第二世代Gundam Meister中謎團最多者。
從來沒有在其他的成員面前現身過，只有透過螢幕才會現身在其他成員面前，似乎有某些秘密。
00P第一季第六回駕駛正義女神GUNDAM，擊毀4架人革聯的主力MS「MSJ-04 法統式」一個小隊。
瑪蕾妮·布拉迪（Marlene Vlady）
- 介紹：

「戰車女神GUNDAM（GNY-003 Gundam Abulhool）」的駕駛員，身為負重罪者，除了測試GUNDAM以外的時間，都禁止接觸機械，幾乎都處於手拘禁的狀態，被監禁在個人監禁室，思想上也頗有問題，自稱自己是「GUNDAM的零件」。
身為駕駛員方面的技術非常優秀，但在思想方面是抱有不少問題的成員。
00P第一季第八回駕駛戰車女神GUNDAM擊毀4架一個小隊「AEU-05 暴徒式」，一架受損的機體開向游擊隊的村莊的方向，為保護村莊以戰車女神GUNDAM擋住自殺攻擊，戰車女神GUNDAM損傷，瑪蕾妮·布拉迪全身都受到相當嚴重的傷。
據魯伊德的推測，其頸上的炸彈似乎是為了防止她過份溫柔的內心。
00P第一季第十回和魯伊德結婚，通過Veda允許魯伊德拆下瑪蕾妮脖子上的爆炸項圈，是菲特·葛瑞斯的生母，但在與雪兒、魯伊德一起進行AEU軌道電梯武力介入行動之時為援救雪兒，暴露於大量的GN粒子中，當場喪生。
雪兒·亞克斯迪卡（Chall Acustica）　聲優：逢田梨香子
- 介紹：

「審判女神GUNDAM（GNY-004 Gundam Plutone）」的駕駛員。年紀輕輕就被Veda看上欣賞其能力而成為Gundam Meister，被「以武力根絕戰爭」這樣崇高的理想和眼前的現實所逼而苦惱着。
00P第一季第三回駕駛正義女神GUNDAM測試GN炮，GN炮能量超載。
00P第一季第十回與魯伊德、瑪蕾妮一起進行AEU軌道電梯武力介入行動之時，暴露於大量的GN粒子中，造成身體細胞無法再生。
伊恩·瓦斯提（Ian Vashti）
- 介紹：

AEU的主任整備士。在電腦化的世界中，以其巨匠級的技術，與天才級的創意，製作出具備獨特性的機械。
之後成為天上人的總合整備士，參與提攜許多GUNDAM的開發。
在被稱為GUNDAM的機體的實現化，以及實際的運用整備兩方面來說，都是不可或缺的存在。
今後，他到底會如何下定決心要留在組織奮鬥下去，是令人注目的焦點。
00P第一季第七回與瓊斯·莫雷諾一同加入天上人。
瓊斯·莫雷諾（Joyce Moreno）
- 介紹：

身為無國界醫師組織的成員，不分任何國家與組織，不斷持續着醫療活動的醫師。
和AEU的伊恩·瓦斯提是老交情，之後成為天上人的醫師。在托勒密號上負責協助成員們的健康管理與進行治療，在与聯合國軍戰鬥中戰死。
他似乎知道GN粒子在特定狀況下會產生毒性的事實，並且着手進行相關研究。
00P第一季第七回與伊恩·瓦斯提一同加入天上人。

#### 平民
羅巴克·史塔德
- 年齡：
- 介紹：

馮恩‧史帕克的生父
出生自一個勞動階級家庭的人，帶着家人一起前來從事在太空的勞動工作。「想建設適於人居的太空環境，並在此繁衍子孫」這是他的願望。
羅巴克·史塔德是新前來火星鄰近宙域工程用太空船的勞動者其中一人，他不聽同伴勸阻，單身前來救助瑪蕾妮·布拉迪的船而出現在附近。

### 「機動戰士GUNDAM 00P第二季」
時間點為西元2302年

#### 天人
葛拉貝·拜歐雷特（Grave Violento）
- 介紹：

「秘天使GUNDAM（GN - XXX Gundam Rasiel）」的駕駛員，比起戰鬥更善於完成情報收集以及情報操作的探員般的作用，為了守護開始武力介入前的天上人的秘密而行動。檢討Gundam Meister候選的出身，也會為了直接招攬而與其同行。
特徵是墨鏡配黑髮。怎麼看也不像駕駛員，不過他不以為然。
00P第二季第三回，被人革聯放出的假情報「實驗體E-57」所騙，中了被圍補的陷阱。
00P第二季第四回，與希克薩·費米帶來的3架GN典籍戰合體使用了「秘天使GUNDAM第三形態」擊墜的聯合的實訓式部隊，但被MSJ-06YⅢ-B 鐵人式槴子擊毀6具GN原型Bit。後來Gundam Meister874與4個哈囉帶來了5架GN典籍戰機支援，再合體使用了「秘天使GUNDAM第四形態」，鐵人式槴子不敵立刻脫離戰場。
00P第二季第五回擊破馮恩·史帕克駕駛的AEU-MA07007 亞格利莎7型，並遵照Veda指示放過馮恩·史帕克。
00P第二季第六回在遠離月球與拉格朗日點，天上人的特殊工廠設施的宙域中，與希克薩·費米、Gundam Meister874與2個哈囉駕駛4架GN典籍戰測試「秘天使GUNDAM第五形態」。
00P第二季第七回駕駛秘天使GUNDAM和希克薩·費米GN的駕駛典籍戰機與提耶利亞·厄德駕駛的物理型德天使GUNDAM展開模擬戰。
00P第二季第20回揭露了他是準變革者（吠陀製造的人造人）。
被希克薩·費米槍殺身亡（瀕死狀態）。駕駛了沒有裝太陽爐的秘天使鋼彈出擊，最後與秘天使鋼彈在宇宙漂流，對於「自己的使命已經完成」感到高興，在駕駛艙中含笑而終。
希克薩·費米（Hixar Fermi）
- 介紹：

「GN典籍戰機（GN sefer）」的駕駛員。性格開朗，與認真的葛拉貝、消沉的雪兒成強烈對比。
00P第二季第四回，與2個哈囉駕駛三台GN典籍戰機，支援葛拉貝·拜歐雷特駕駛的秘天使GUNDAM，但駕駛的GN飛艇被MSJ-06YⅢ-B 鐵人式槴子的炮彈擊中墜落。
00P第二季第六回在遠離月球與拉格朗日點，天上人的特殊工廠設施的宙域中，與葛拉貝·拜歐雷特、Gundam Meister874與2個哈囉測試「秘天使GUNDAM第五形態」。
00P第二季第七回駕駛GN典籍戰機和葛拉貝·拜歐雷特駕駛的秘天使GUNDAM與提耶利亞·厄德駕駛的物理型德天使GUNDAM展開模擬戰，GN典籍戰機為保護秘天使GUNDAM而被擊毀，希克薩·費米身受重傷。
00P第二季第20回揭露了他是準變革者（吠陀製造的人造人），且不知道自己是人造人。由於被畢賽德操控，令他十分內疚，自願戴上天上人至的爆炸頸環。
雪兒·亞克斯迪卡（Chall Acustica）
- 介紹：

曾為第二世代的「審判女神GUNDAM（GNY-004 Gundam Plutone）」駕駛員。儘管在失去了同伴的重大事故中倖存下來，但身心皆遭受重創，因受傷造成的後遺症而被Veda除名，不過仍作為探員留在天上人。
於00P第二季第20回詢問葛拉貝她的伙伴是否跟希克薩一樣可以起死回生。
伊恩·瓦斯提（Ian Vashti）
- 介紹：

原為AEU主任整備士，之後成為天上人的整備士，參與多台GUNDAM的開發，對於GUNDAM的實現是個不可或缺的存在。
瓊斯·莫雷諾（Joyce Moreno）
- 介紹：

無國界醫師團的成員，和AEU的伊恩·瓦斯提是好友，之後成為天上人的專屬醫師。他似乎知道GN粒子在特定狀況下會產生危險性並且着手相關研究。
琳達·瓦斯提（Linda Vashti）
- 介紹：

是位與伊恩在組織中認識、結婚的女性。兩人年齡相差很多，所以當初在兩人要結婚時，周圍的成員們都很吃驚。
琳達平常幾乎都待在位於宇宙拉格朗日點L3的工廠殖民地「天使宮」。
Gundam Meister874（Gundam Meister 874）
- 介紹：

不是人類的Gundam Meister874，原本預定要給予她一架特別的GUNDAM。但是，因為某個理由而使這項計畫整個取消。
00P第二季第四回，Gundam Meister874帶領4個哈囉駕駛5架GN典籍戰機支援葛拉貝·拜歐雷特駕駛的秘天使GUNDAM。
00P第二季第六回在遠離月球與拉格朗日點，天上人的特殊工廠設施的宙域中，與葛拉貝·拜歐雷特、希克薩·費米與2個哈囉測試「秘天使GUNDAM第五形態」。
借用鋼彈尖兵887的肉體駕駛了月之女神鋼彈出擊，最後意識被封印在終端機內。
Gundam Meister887（Gundam Meister 887）
- 介紹：

Gundam Meister874和Veda連線，傳達自己的決心「遵從自己的想法，放棄奪取Gundam Meister887的肉體、生命。」。
Veda尊重Gundam Meister874的意志，製作出來的肉體被賦予新的編號887的人格資料，決定將以獨立的個人之存在，成為組織的特務。
於尖兵874借用肉體假使月之女神鋼彈出擊時陷入絕望，這可能是在00F怨恨874的原因。
提耶利亞·厄德（Tieria Erde）
- 介紹：

他的存在，是非常特別的例外。其存在，就連正式負責網羅人材職務的葛拉貝也沒被告知。
提耶利亞在身為尖兵應有的特性方面，完全沒有問題。
00P第二季第六回在距離「秘天使GUNDAM第五形態」的測試宙域稍微有段距離的地方，駕駛GN-004 中性GUNDAM開始進行測試。同回中中性GUNDAM的測試一結束，機體馬上被運送到開發部，凝視着中性GUNDAM脫胎換骨成為德天使GUNDAM之情景。
00P第二季第七回駕駛實體彈武裝型德天使GUNDAM與葛拉貝·拜歐雷特駕駛的秘天使GUNDAM和希克薩·費米駕駛的GN典籍戰機和展開模擬戰，GN典籍戰機為保護秘天使GUNDAM而被擊毀，希克薩·費米身受重傷。
畢賽德·佩因（Beside Pain）
- 介紹：

他是天上人的背叛者，基因類型是「鹼基序列0026」駕駛1鋼彈與874交戰，最後意識被銷毀，肉體則被當作終端型變革者使用（00I的主角瑞伍）。
其意識在「00I」覺醒，並操控了瑞伍。

#### 「天人」候補人選
雷瑟·艾翁（Lasse Aeon）
- 介紹：

他是在黑社會闖蕩的幫派成員。對於天上人信念的贊同、操縱能力兩方面都沒有問題。是最有力的候補人選之一。
艾可·卡洛尼（Eco Calore）
- 介紹：

操縱技能的水準並不安定，無法安定的發揮出能力。最高值的時候，具有頂級水準。
艾咪·辛伯利斯特（Amy Zimbalist）
- 介紹：

隸屬於聯合軍旗下的駕駛員。具有特異水準的操縱天份，但是目前這才能尚未開花。
尼爾·狄蘭迪（洛克昂·史特拉托斯）
- 介紹：

尼爾在童年時代遇上恐怖攻擊，失去了家人。現在，親人只剩一位弟弟還活着。
憎恨恐怖份子的他，對於標榜根絕紛爭旗號的天上人來說，在思想面上可以稱得上是合格。
在技能方面，他也在射擊運動有着優秀的成績。至於MS的操縱能力，則是未知數，但是適合擔任現在正在進行開發的「GN-002 力天使GUNDAM」之駕駛員的可能性很高。
招攬之後，再經過數年的訓練，才能判斷出最後的適任度，不過以現狀來看，可說是毫無缺點可挑剔的候補。
於00P第二季第二回，被葛拉貝·拜歐雷特預備性的跟蹤調查。
莉莎·九條（皇·李·諾瑞加）
- 介紹：

原AEU軍戰術預報士。在聯合的國際大學取得戰術預報士的資格。除了在學歷上年輕有為外，實質能力也相當優秀。理想是以有效戰術在短時間內結束戰鬥，藉此將損害抑制在最小限度、拯救更多人命……
是一位不管是能力、思想方面都沒有問題的人材。
但是，最近她在參加的作戰中犯下重大的失誤，失去了戀人。
索朗·伊布拉欽（剎那·F·塞耶）
- 介紹：

中東庫爾吉斯地區游擊組織KSPA的少年兵。
0鋼彈的鋼彈尖兵（利保遜·阿路瑪古）對吠陀推薦他成為能天使鋼彈的鋼彈尖兵。
羅巴克·史塔德（馮恩·史帕克）
- 年齡：
- 介紹：

AEU傭兵的老大。
受驗體E-57（阿雷路亞·帕普提茲姆）
- 年齡：
- 介紹：

人革聯逃走的受驗體的其中之一。

#### 人類革新聯盟
謝普·亞爾望
- 介紹：

人類革新聯盟特務部隊成員。
00P第二季第一回被葛拉貝·拜歐雷特殺死。
黛芬尼·貝迪利亞（Delphine Bedelia）
- 階級：中尉
- 介紹：

負責鐵人式槴子的後方座席。所屬於次世代開發技術研究所的女性駕駛員。具有高超的駕駛技能，自尊心也很強。因此對於被下令與身為超兵的李奧納多一起行動的這件事感到不滿。用高壓的語氣來對待李奧納多。
00P第二季第三回為了要補獲秘天使GUNDAM，與李奧納多·范恩斯一同駕駛MSJ-06YⅢ-B鐵人式槴子出擊。
00P第二季第四回，與李奧納多·范恩斯一同駕駛鐵人式槴子擊毀「秘天使GUNDAM第三形態」6具GN原型Bit。後來不敵「秘天使GUNDAM第四形態」立刻脫離戰場。
00P第二季第20回覺得自己不能戰鬥。
「00I 2314」的女主角，加入了天使開發量子型00鋼彈的太陽爐，同時也改使用假名「黛兒‧迪爾塔」。
李奧納多·范恩斯（Leonard Fiennes）
- 階級：少尉
- 介紹：

負責鐵人式槴子的前方座席。超人機關技術研究所派遣過來年僅七歲的少年兵。雖然年紀還小，但是卻拼命想要克盡自己的職責。就超兵而言，能力似乎沒有很高。
00P第二季第三回為了要補獲秘天使GUNDAM，與黛芬尼·貝迪利亞一同駕駛MSJ-06YⅢ-B 鐵人式槴子出擊。
00P第二季第四回，與黛芬尼·貝迪利亞一同駕駛鐵人式槴子擊毀「秘天使GUNDAM第三形態」6具GN原型Bit。後來不敵「秘天使GUNDAM第四形態」立刻脫離戰場。
「00I 2314」的主角，加入了天使作駕駛員，左臂似乎因為一場意外而成為義肢，名字亦與黛芬妮一樣改為使用假名「里歐‧吉克」，最後在ELS攻擊中與ELS達成對話，而由ELS重生左臂，並覺醒為變革者。
00I 2314最終話的2364年成為前兆式的駕駛員，並以先遣隊之一進行量子跳躍前往外宇宙。

#### 新歐洲共同體
馮恩·史帕克（Fon Spaak）
- 介紹：

和AEU軍締結契約，AEU軍外籍傭兵軍團的頭目。
00P第二季第五回駕駛AEU-MA07007 亞格利莎7型被葛拉貝·拜歐雷特的秘天使GUNDAM擊破，Veda指示放過馮恩·史帕克。

### 「機動戰士GUNDAM 00F」
時間點為西元2307年

#### 「天人」
伊恩·瓦斯提（Ian Vashti）
- 介紹：

在拉格朗日3天上人的秘密基地，與琳達·瓦斯提和其他天上人研究人員一起研製新GUNDAM、00 GUNDAM及新武器。
00F第19話發現天使增幅太陽爐的通信模式。
琳達·瓦斯提（Linda Vashti）
- 介紹：

在拉格朗日3天上人的秘密基地，與伊恩·瓦斯提和其他天上人研究人員一起研製新GUNDAM、00 GUNDAM及新武器。
00F第19話發現天使增幅太陽爐的通信模式。
剎那·F·塞耶（Setsuna F Seiei）
- 介紹：

在天上人毀滅後仍在活動的鋼彈尖兵，00本篇的主角。00F第12話得知自由記者亞納‧烏凱取得了鋼彈的情報而跟蹤他，親眼目睹亞納被地球聯邦軍所殺害。座機是能天使鋼彈修復型。

##### 「天使」
馮恩·史帕克（Fon Spaak）　聲優：岡本信彥
- 介紹：

本名為「羅巴克‧史塔德Jr.」
「機動戰士GUNDAM 00F」的主角，「天使」的GUNDAM尖兵。並不認同「天上人」的理念，但喜歡想靠自己力量改變世界的人。
平常戴着手銬，駕駛GUNDAM時才會解除拘束狀態，脖子上亦帶着爆炸項圈（設計來源可能來自大逃殺中的高科技定位項圈）。
00F第1話駕駛審判女神GUNDAM襲擊配置在宇宙CS34區的人革聯軍部隊。
00F第2話駕駛星水女神GUNDAMF型，以哈那優透過Veda再傳達給黃哈囉，使魚雷型力天使GUNDAM擊毀水蠆式。
00F第3話駕駛正義女神GUNDAMF型，擊滅人人革聯軍部隊。同話中駕駛戰車女神GUNDAMF型在阿札迪斯坦王國碰到阿里·亞爾·沙瑟斯。
00F第4話中駕駛審判女神GUNDAM對抗崔尼提，被座天使GUNDAM一型的駕駛員約翰·崔尼提通報吠陀引爆頸上的炸彈，被哈那優用核心戰機帶到托勒密號救治。
00F第7話中駕駛正義女神GUNDAMF型保護天上人的補給基地，在923區的補給基地擊滅聯合的運輸艦及6架宇宙用旗幟式。同話中天上人跟聯合國軍戰鬥完畢後回收主天使GUNDAM的太陽爐，但沒有把駕駛員阿雷路亞·帕普提茲姆和主天使GUNDAM回收。亦於同話中回收中性GUNDAM的太陽爐時，發現其太陽爐已經送回給天人，便離開，並沒把駕駛員提耶利亞·厄德和中性GUNDAM回收。
00F第8話馮恩·史帕克駕駛戰車女神GUNDAMF型回基地時，碰到希克薩·費米到天使的秘密機地強奪星水女神GUNDAMF型，與星水女神GUNDAMF型交戰。
00F第11話救了以匿跡隱藏的希克薩·費米駕駛的星水女神GUNDAMF型，擊毀GNX-606T 厄運式 Ⅱ型。
00F第13話馮恩·史帕克與反聯合國軍一起進攻非洲軌道電梯附近擁有宇宙發射設施的導彈基地。同話中被雪兒·亞克斯迪卡通報Veda，馮恩·史帕克被視為第一級叛逆者A13。
00F第14話馮恩·史帕克使用Trans-AM擊毀厄運式 Ⅱ型、厄運式 Ⅱ型近接戰鬥型、厄運式 Ⅱ型炮擊戰型，後搭乘宇宙火箭上太空。
00F第15話到天使所屬的小行星秘密工場啟動歐基里德工作艦，哈那優現身幫忙。同話中駕駛正義女神GUNDAMF型改與希克薩·費米駕駛的星水女神GUNDAMF型交戰。
00F第16話馮恩·史帕克駕駛正義女神GUNDAMF型改與希克薩·費米駕駛的星水女神GUNDAMF型均使用Trans-AM交戰，最後正義女神GUNDAMF型被擊損。
00F第17話變革者告訴馮恩·史帕克，駕駛黑色審判女神GUNDAM為了給正在開發的原型女神式做參考用，而借用Veda的資料做出的MS。接着實行小行星墜落地球的計畫，攻擊聯合國的中樞本部及主要的軍事基地。
00F第18話實際目標是攻擊軌道電梯，被艾伯·林特率領的地球聯邦軍4艘宇宙巡航艦守護，改引爆殞石造成大範圍碎石帶來遮蔽太陽光發電衛星。
00F第19話利用太陽光發電衛星供電能力降到30%，優先供電被哈那優收集數據，追蹤到吠陀的位置。與希克薩·費米一同前往月球背面，與天使的4架黑色GUNDAM交戰。
在「00I」駕駛著攜帶中武裝的正義女神鋼彈F型登場，後將畢賽德‧佩因（瑞伍）的1鋼彈打倒。
雪兒·亞克斯迪卡（Chall Acustica）　聲優：逢田梨香子(過去)/甲斐田裕子
- 介紹：

原第二世代審判女神GUNDAM的Gundam Meister，現在擔任天使的管理者。
臉上的傷顯示她在過去的某事件中曾身心受創，但那股悲傷被擁有堅強意志的表情掩蓋着。
00F第18話雪琳·海德告知Veda追蹤太陽爐的方式，同意增幅太陽爐的通信模式發訊讓伊恩·瓦斯提發現。
在「00I」中再度登場，穿著的是天上人的制服。
艾可·卡洛尼（Eco Calore）
- 介紹：

公式外傳「機動戰士GUNDAM 00F」中登場，他是「天上人」的信徒，對根絕戰爭抱着非常大的信念。曾經是GUNDAM尖兵的候選人，但由於他的能力較剎那差因此被革職，現在隸屬於「天使」。
討厭馮恩叫他「大叔」。
一直想駕駛GUNDAM，但是每次的任務也交給了馮恩·史帕克。
在「00I」中再度登場，穿著的是天上人的制服。
雪琳·海德（Sherilyn Hyde）　聲優：Lynn
- 介紹：

伊恩·瓦斯提的弟子，年紀輕輕就擁有卓越的才能。儘管沉默且很少表露感情，但也有和年紀相應的女孩的一面。
將哈那優當成好朋友。
00F第6話從托勒密號拷貝不需使用Veda的支援系統。
00F第8話依照馮恩·史帕克的指示，用得到的天上人預備零件進行GUNDAM改良計畫。
00F第18話發現Veda追蹤太陽爐的方式，準備增幅太陽爐的通信模式發訊讓伊恩·瓦斯提發現，也同時可能會造成敵人發現。
00F第19話增幅太陽爐的通信模式，被伊恩·瓦斯提發現，剛好馮恩·史帕克的作戰讓地球聯邦軍無暇顧及。
在「00I」中再度登場，穿著的是天上人的制服。
哈那優（Hanayo）　聲優：花澤香菜
- 介紹：

和本傳中登場的哈囉同型的仿貓小型機器。
00F第7話透過Veda發現里朋斯·阿爾馬克是一切事端的元兇。
00F第10話透過Veda發現希克薩·費米與Veda同步。
00F第15話藉由與Veda連線所有哈囉，搜尋到馮恩·史帕克後，到天使所屬的小行星秘密工場幫助馮恩·史帕克啟動歐基里德工作艦。
00F第17話使用歐基里德工作艦將戰艦引擎裝到小行星上，幫助馮恩·史帕克實行小行星墜落地球的計畫（流星計畫），攻擊聯合國的中樞本部及主要的軍事基地。
00F第18話實際目標是攻擊軌道電梯，被阿爾巴·林特率領的地球聯邦軍4艘宇宙巡航艦守護，改引爆殞石造成大範圍碎石帶來遮蔽太陽光發電衛星。
00F第19話利用太陽光發電衛星供電能力降到30%，被哈那優收集優先供電數據，追蹤到Veda的位置。
Gundam Meister 874的真正身份即是這貓型機器投影出的立體影像。
（哈那優與日文的「874」同音，她救馮恩時，打開的貓型機械身體以及審判女神GUNDAM都出現了「874，I have control.」字樣。）
哈亞那（Hayana）　聲優：花澤香菜
- 介紹：

服從希克薩·費米的少女，擁有外表想像不到的高度身體能力，並被吠陀登錄在Gundam Meister裡，稱隸屬於天使的哈那優為姊姊，且把她當成憎恨的對象，想要了她的命。
00F第8話與希克薩·費米到天使的秘密基地搶奪星水女神GUNDAMF型。
以暴力的方式摧毀了哈那優。在哈那優復活之後仍想殺了她。
「00P」中特務887的真正身份即是哈亞那。
（哈亞那與日文的「887」同音）
希克薩·費米（Hixar Fermi）　聲優：立花慎之介
- 介紹：

接受吠陀的指令活動的神祕鋼彈尖兵。
現在以自己的意識協助天使，緊追馮恩·史帕克。
在「00P」登場的希克薩的姓名和容貌相同，但個性卻完全相反。
00F第8話與哈亞那到天使的秘密基地搶奪星水女神GUNDAMF型，碰到馮恩·史帕克駕駛戰車女神GUNDAMF型回基地，與戰車女神GUNDAMF型交戰。
00F第9話駕駛星水女神GUNDAMF型撤退。
00F第10話駕駛星水女神GUNDAMF型幫忙擊墜一台恐怖份子自殺攻擊聯合國舊人革聯境內軌道電梯的AEU-05/05 暴徒式後期型。
00F第11話馮恩·史帕克救了以匿跡隱藏的希克薩·費米駕駛的星水女神GUNDAMF型，擊毀GNX-606T 厄運式 Ⅱ型。
00F第12話顯示其虹蟆出現與吠陀同步之彩色光芒。
00F第14話接受雪兒·亞克斯迪卡的邀請，擔任天使的Gundam Meister，並追蹤討伐馮恩·史帕克。
00F第15話中駕駛的星水女神GUNDAMF型與馮恩·史帕克駕駛的正義女神GUNDAMF型改交戰。
00F第16話希克薩·費米駕駛的星水女神GUNDAMF型與馮恩·史帕克駕駛正義女神GUNDAMF型改均使用Trans-AM交戰，最後使用GN狙擊步槍擊損正義女神GUNDAMF型改。
00F第17話希克薩·費米駕駛的星水女神GUNDAMF型與變革者駕駛黑色的審判女神GUNDAM交戰。
00F第18話被告知自己是變革者，變革者里朋斯·阿爾馬克掌握着Veda，最後擊毀黑色審判女神GUNDAM，變革者駕駛核心戰機脫離。
00F第19話與馮恩·史帕克一同前往月球背面，與變革者人造人希克薩·費米駕駛的黑色秘天使與變革者人造人葛拉貝·拜歐雷特駕駛的黑色GN典籍戰機合體的「秘天使GUNDAM第一形態」交戰。
在「00I」出場，稱呼瑞伍為「畢賽德」將他視為殺死葛拉貝的兇手。

#### 變革者
里朋斯·阿爾馬克（Ribbons Almark）
- 介紹：

掌握Veda，並準備進入地球聯邦軍高層，並佔有一席之地。
00F第18話告知地球聯邦軍有恐怖份子用隕石準備攻擊軌道電梯，與里捷涅·瑞傑塔在Veda內。
利傑尼·瑞傑塔（Regene Regetta）
- 介紹：

00F第18話與里朋斯·阿爾馬克在Veda內。
變革者
- 介紹：

利用各種不同的基因序列，Veda製造的人造人。
00F第16話奉里朋斯·阿爾馬克的命令駕駛黑色審判女神GUNDAM出現，幫助馮恩·史帕克。跟布林格·斯特比提有相同的基因序列，推測為布林格·斯特比提本人。
00F第17話變革者駕駛黑色的審判女神GUNDAM，為護衛馮恩·史帕克的流星計畫與希克薩·費米駕駛的星水女神GUNDAMF型交戰。
00F第18話告知希克薩·費米是變革者，變革者里朋斯·阿爾馬克掌握着吠陀，最後希克薩·費米擊毀黑色審判女神GUNDAM，變革者駕駛核心戰機脫離。
00F第19話4個變革者駕駛天使4架黑色GUNDAM出擊，與馮恩·史帕克駕駛正義女神GUNDAMF型改交戰。
變革者人造人希克薩·費米
- 介紹：

利用希克薩·費米基因序列，Veda製造出的人造人。
00F第19話駕駛黑色秘天使GUNDAM與變革者人造人葛拉貝·拜歐雷特駕駛的黑色GN典籍戰機合體成「秘天使GUNDAM第一形態」，與希克薩·費米駕駛的星水女神GUNDAMF型交戰。後因希克薩說出他變得更有力量的原因時，陷入了瘋狂狀態。
變革者人造人葛拉貝·拜歐雷特
- 介紹：

利用葛拉貝·拜歐雷特基因序列，Veda製造出的人造人。
00F第19話駕駛黑色GN典籍戰機與變革者人造人希克薩·費米駕駛的黑色秘天使GUNDAM合體成「秘天使GUNDAM第一形態」，與希克薩·費米駕駛的星水女神GUNDAMF型交戰，後被希克薩擊毀。
人造人（機師型）
- 介紹：

擔任GUNDAM機師、以及為了執行計劃中重要任務而被製造的人們。
包括里朋斯·阿爾馬克、提耶利亞·厄德、哈那優、哈亞那、里捷涅·瑞傑塔以及希克薩·費米等人。
人造人（終端型）
- 介紹：

Veda為了理解人類而使用的人造人。
他們完全融入一般人的生活之中，甚至自身都沒有意識到自己不是人類。
有數萬人之多。

#### 地球聯邦軍
艾伯·林特（Aber Rindt）
- 介紹：

擅長掃蕩作戰。
00F第18話率領4艘宇宙巡航艦守衛軌道電梯。

#### 反地球聯邦軍
蓮
- 介紹：

反地球聯邦軍成員，駕駛MSJ-06Ⅱ 鐵人式。
奧萊芙
- 介紹：

女性，反地球聯邦軍成員，駕駛AEU-05/05 暴徒式後期型。
羅雷爾
- 介紹：

反地球聯邦軍成員，駕駛SVMS-01SG 聯合旗幟式陸戰重裝甲型。
阿爾斯
- 介紹：

反地球聯邦軍成員，駕駛MSER-04 長鼻式。
00F第13話被GNX-607T/BW 厄運式 Ⅱ型炮擊戰型擊毀。
赫利
- 介紹：

反地球聯邦軍成員，駕駛VMS-15 實訓式。
珐
- 介紹：

反地球聯邦軍成員，駕駛VMS-15 實訓式。

#### 平民
亞納·烏凱
- 介紹：

掌握到正義女神GUNDAMF型改的情報，想要販售賺錢，剎那在「空白的四年」期間跟蹤過他。00F第12話在剎那的注視下被地球聯邦軍軍殺死。

### 「機動戰士GUNDAM 00V」
勞勃·史貝西（Robert Spacey）
- 介紹：

MS開發史研究者，原本是政治學及歷史學者，但在30多歲時候（2307年前後）親身體驗到為之後的世界帶來巨大變革的天上人引發的一連串事件，其後他將研究領域轉移到MS開發史。
黛博拉·加列納（Deborah Galiena）
- 介紹：

隸屬於聯合國的軍事條約監察隊的女性測試駕駛員，主要負責檢查各加盟國有無違反新型機條約，所以經常能夠搭乘各國研發的新型機，也因此與天上人有多次的接觸經驗。
艾咪·辛伯利斯特（Amy Zimbalist）
- 介紹：

在天上人毀滅後的幾年中（2307年至2312年間），嶄露頭角的地球聯邦軍王牌，被稱為「鋼鐵的牛仔」，自稱為「不死身克拉桑瓦」的對手。
因為父母親想要女兒，卻生出了兒子，便把他當成女孩子來養

### 「機動戰士GUNDAM 00I」
雷夫·瑞奇塔提沃（Leif Recitativo）
- 介紹：

「機動戰士GUNDAM 00I」主角，學生，在某日發覺自己是吠陀所製造出來的準變革者（鹼基序列為0026），1鋼彈對他的腦量子波有感應，在他搭乘1鋼彈時，另一準變革者畢賽德‧佩因的資料佔據了他的肉體（畢賽德具有將自身資料儲存並複寫到其他準變革者的身體，如希克薩‧費米會再與自我意識無關的情況下槍殺葛拉貝‧拜歐雷特的事件也是他一手造成的。）後來取回自我意識，駕駛1.5鋼彈。
雪琳·海德（Sherilyn Hyde）
- 介紹：

天上人支援組織「天使」的機械整備士，「00F」的重要角色，跟師父伊恩一樣是在機械方面的天才，負責製作許多的機械。
哈米亞（Hermiya）
- 介紹：

與00F登場的哈那優、哈亞那長相一樣的準變革者少女，據日文的名字判斷其人格資料應為「838」。
泰利希拉·赫爾菲（Telicyra Herfi）
- 介紹：

作為醫師活動的準變革者，「無國界醫師團」的一員，外表看來年齡為20歲左右，實際上已經40歲，與天人之莫雷諾為師徒關係。